# Liste der Baudenkmäler in Mellrichstadt
Auf dieser Seite sind die Baudenkmäler in der unterfränkischen Stadt Mellrichstadt zusammengestellt. Diese Tabelle ist eine Teilliste der Liste der Baudenkmäler in Bayern. Grundlage ist die Bayerische Denkmalliste, die auf Basis des Bayerischen Denkmalschutzgesetzes vom 1. Oktober 1973 erstmals erstellt wurde und seither durch das Bayerische Landesamt für Denkmalpflege geführt wird. Die folgenden Angaben ersetzen nicht die rechtsverbindliche Auskunft der Denkmalschutzbehörde.

## Ensembles

### Ensemble Altstadt Mellrichstadt
Mellrichstadt (Lage), als Stadt erstmals 1233 urkundlich erwähnt, erstreckt sich auf einem langgezogenen Höhenzug zwischen Streu  und Malbach. Der Ort ist aus einem karolingischen Königshof erwachsen und besaß ursprünglich wohl eine Rundlingsform, wie es der gekrümmte Verlauf der Roßmarkt- und der Unteren Bauerngasse nahelegen. Die Schwerpunkte dieser Ursprungssiedlung bildeten der Pfarrbezirk und der Roßmarkt, der Zentgerichtsstätte war. Der Ausbau auf den heutigen Umfang erfolgte um die Mitte des 13. Jahrhunderts. Innerhalb eines langgezogenen Rechtecks verlaufen drei parallele Straßenzüge in Längsrichtung. Der Hauptstraße ist ein quadratischer Marktplatz zugeordnet. Südlich der Pfarrkirche knickt die Hauptstraße zum Unteren Tor ab. Die Längsachse setzt sich im Brügel fort, einer Sackstraße, die an der Spitze des Höhenzugs endet, an der Stelle, die ehedem der Fronhof einnahm. Die drei parallelen Längsstraßen sind im Charakter stark voneinander unterschieden. Die Hauptstraße ist von ehemaligen Ackerbürgerhöfen begleitet und weist in der geschlossenen Reihung ihrer Häuser einen städtischen Zug auf. Die östlich liegende Bauerngasse hingegen, breiter angelegt und in ihren Häuserfluchten unregelmäßiger gestaltet, bietet in ihrer Bebauung mit Bauernhöfen ein stark dörfliches Aussehen. Die enge, dicht an der westlichen Stadtmauer verlaufende Langgasse besitzt eine kleinteilige Folge von Scheunen und Handwerkerhäusern. Monumentale Bezirke bilden die im erhöhten Kirchhof liegende Pfarrkirche im südlichen Stadtbereich und das ehemalige Amtsschloss am Oberen Tor. Die Hauptstraße ist durch die Reihung zweigeschossiger Traufseithäuser des 18. Jahrhunderts mit Hoftoren und verputzten Fachwerkobergeschossen geprägt. Die Bebauung des Marktplatzes ist stark mit Neubauten durchsetzt, besitzt aber im Fachwerkhaus der Apotheke und in zwei Steinhäusern des 16./17. Jahrhunderts bestimmende, historische Akzente. In der Bauerngasse sind die Bauernhäuser teils trauf-, teils giebelseitig gestellt, hier überwiegt alte Bausubstanz des 17./18. Jahrhundert. Die Sackgasse des Brügels ist von kleinen Ackerbürgerhöfen begleitet, deren Wohnhäuser beiderseits geschlossene Reihen bilden. Es sind Traufseithäuser des 18./19. Jahrhundert mit verputzten Fachwerkobergeschossen.  Umgrenzung: Stadtmauer.
Aktennummer: E-6-73-142-1.

### Ensemble Hermannsfelder Straße Eußenhausen
Der leicht ansteigende Straßenzug im westlichen Dorfbereich (Lage) ist von Bauernhöfen begleitet, deren Wohnhäuser in regelmäßiger, offener Reihung giebelseitig gestellt sind. Die Satteldachhäuser entstammen dem 17./18. Jahrhundert und weisen durchweg Fachwerkobergeschosse auf, teilweise mit Ziermustern. Umgrenzung: Hermannsfelder Straße 14-27, 29, 31, 33.
Aktennummer: E-6-73-142-2.

## Stadtbefestigung
Die dem 14./15. Jahrhundert entstammende Stadtmauer ist weitgehend erhalten. Auf der Ostseite fehlt der nördliche Abschnitt, der südliche Abschnitt ist teilweise in Hintergebäuden von Anwesen der Bauerngasse verbaut. Der westliche Verlauf über dem Steilabfall zur Streu hingegen, mit Zwinger und Schalentürmen, bietet ein eindrucksvolles Bild mittelalterlicher Bewehrung. Die beiden Stadttore wurden im 19. Jahrhundert abgetragen. Erhalten sind: die ehemalige Pforte des Untertors in Renaissanceformen, seitlich jeweils ein fürstbischöflicher Wappenstein (Julius Echter von Mespelbrunn und Rudolf von Scherenberg), bezeichnet „1607“, am Beginn der Langgasse, der Pulverturm im nordwestlichen Mauerverlauf vor dem Amtsschloss und der Bürgerturm mit nachträglichem Fachwerkobergeschoss und barocker Zwiebelhaube, an der nordöstlichen Ecke des Mauerverlaufs. Aktennummer: D-6-73-142-1.
Die erhaltenen Teile der Stadtmauer sind, beginnend am nördlichen Ende der Hauptstraße im Uhrzeigersinn:
Obere Torgasse

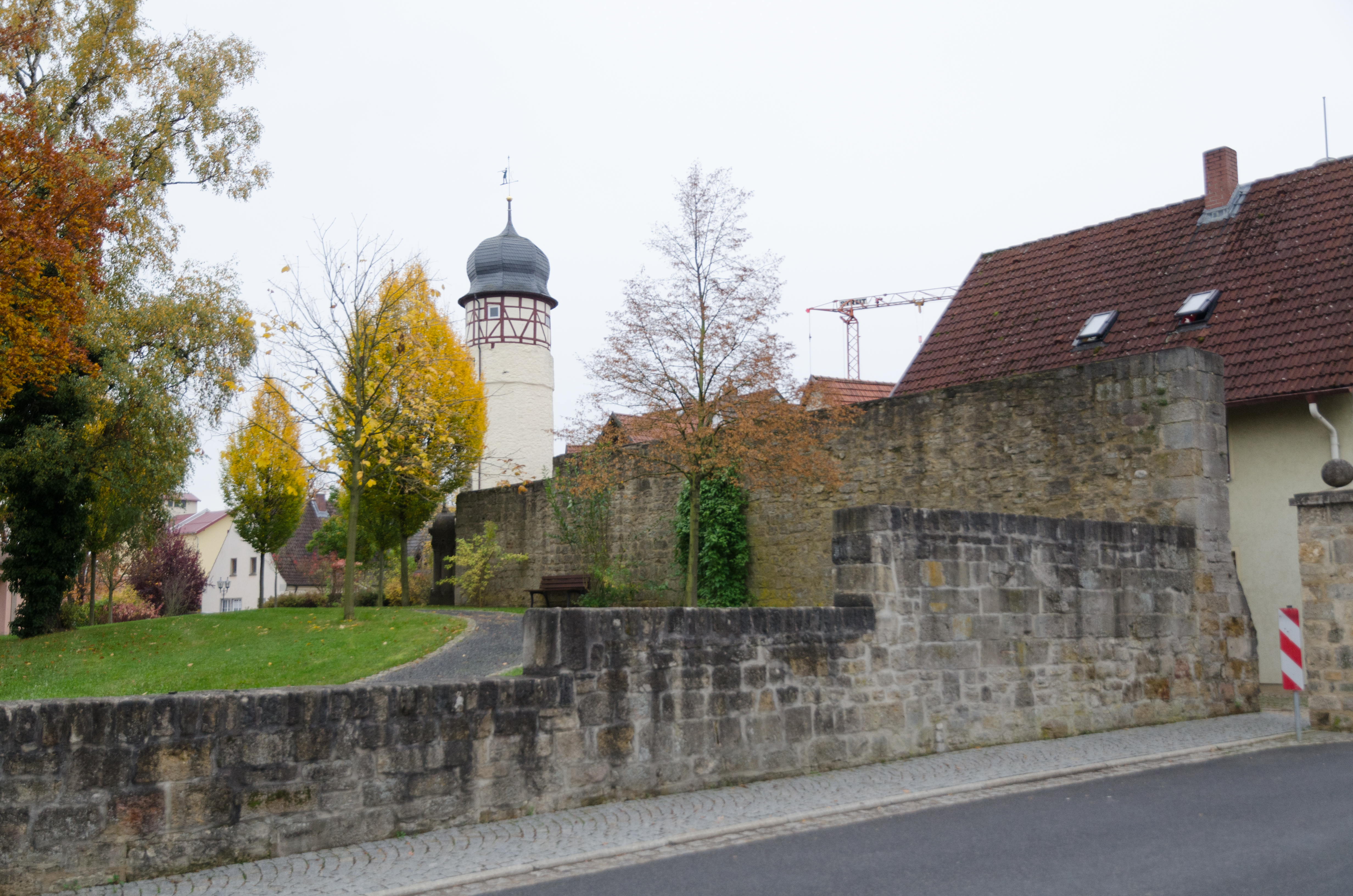
Stadtmauer Obere Torgasse
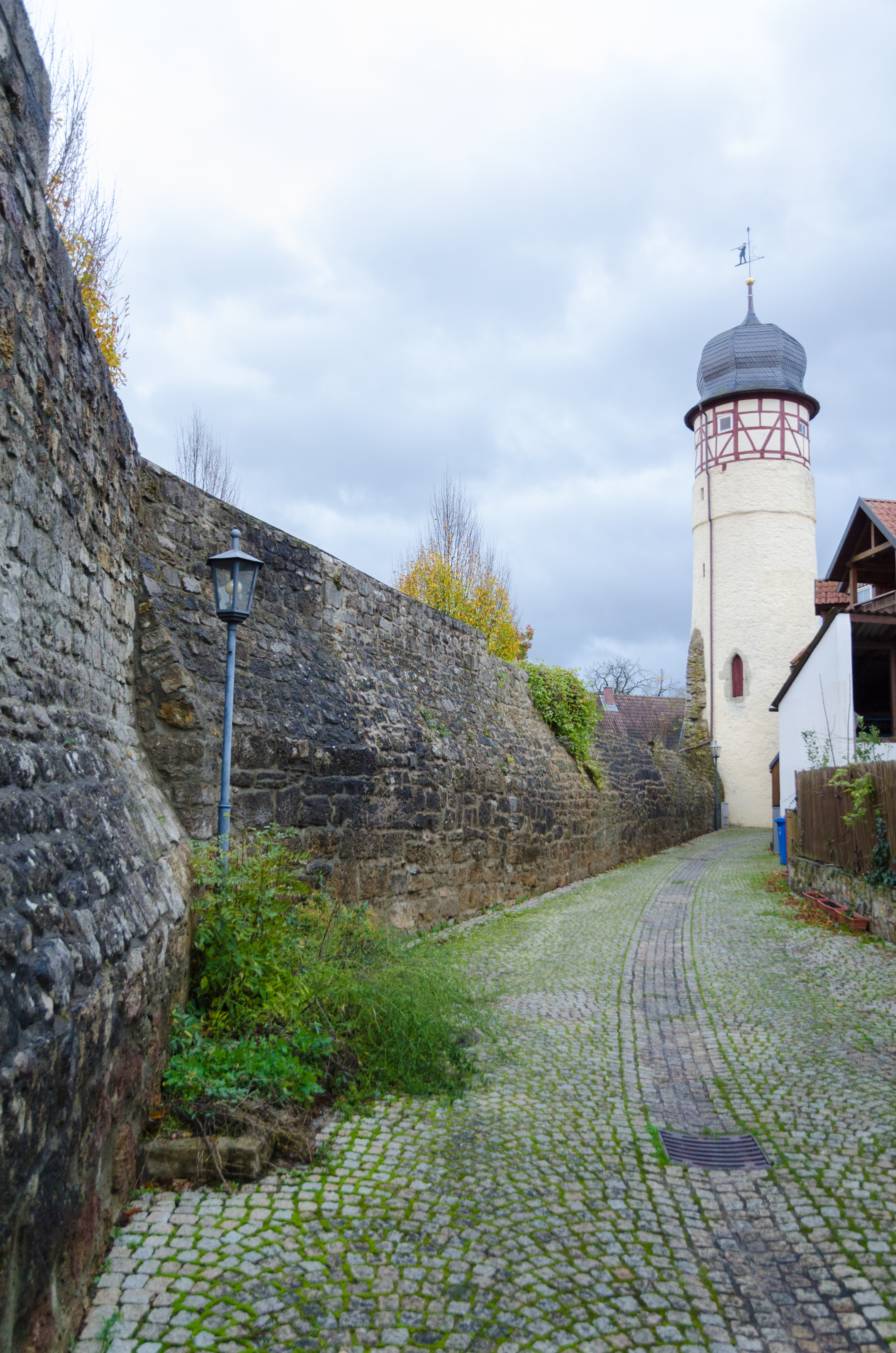
Stadtmauer Obere Torgasse

| Lage                       | Objekt     | Beschreibung                                                                                     | Akten-Nr.    | Bild           |
| -------------------------- | ---------- | ------------------------------------------------------------------------------------------------ | ------------ | -------------- |
| Nähe Mauergasse (Standort) | Bürgerturm | Wachturm, 14./15. Jahrhundert, mit nachträglichem Fachwerkobergeschoss und barocker Zwiebelhaube | D-6-73-142-1 | weitere Bilder |

Abschnitt von der Schulgasse, östlich der Bauerngasse, Bibergasse, südlich Frohnhof, westlich der unteren Torgasse

| Lage                      | Objekt    | Beschreibung                                 | Akten-Nr.    | Bild |
| ------------------------- | --------- | -------------------------------------------- | ------------ | ---- |
| Bauerngasse 22 (Standort) | Mauerturm | Rest eines Schalenturms, 14./15. Jahrhundert | D-6-73-142-1 | BW   |

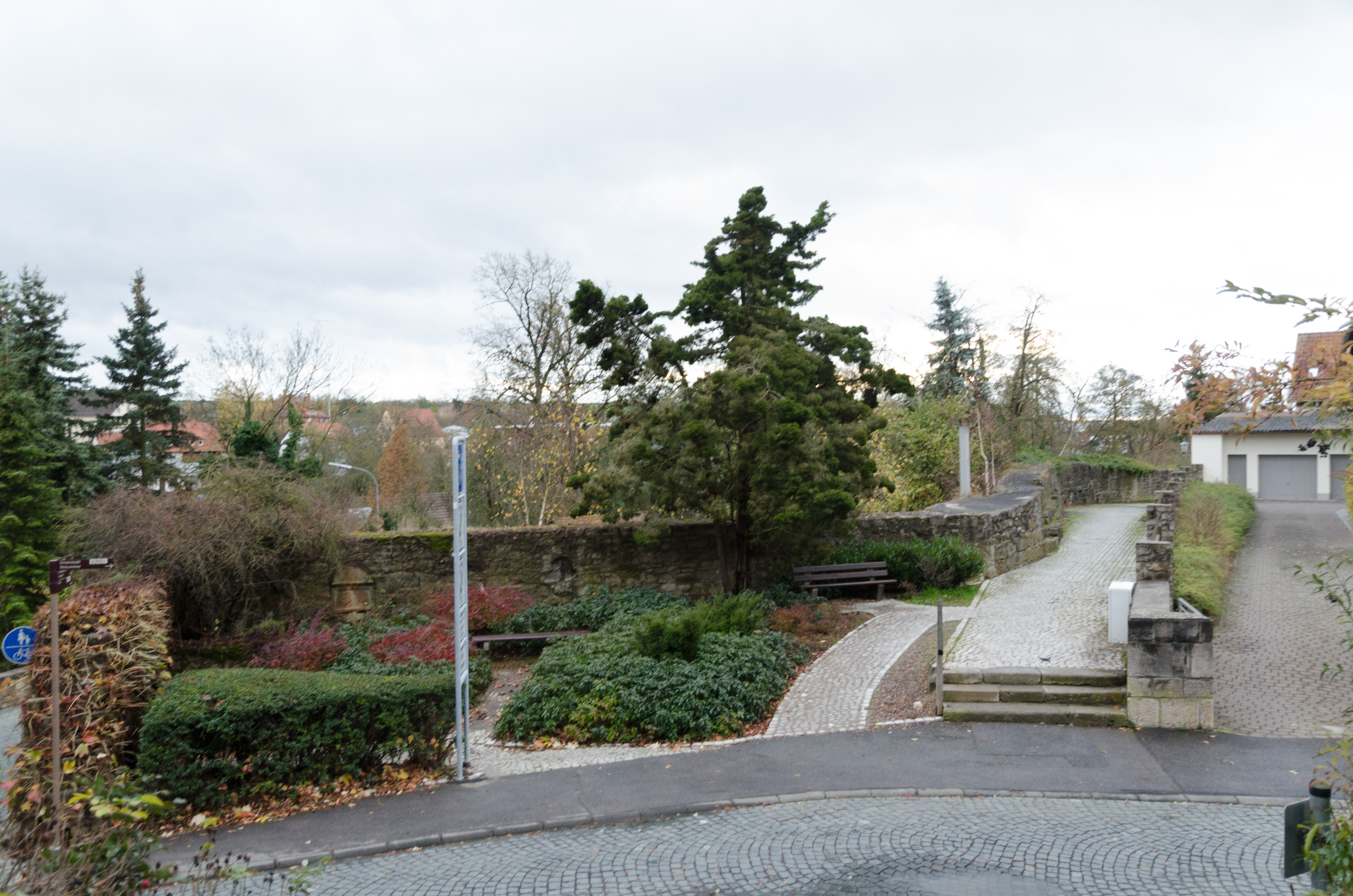
Stadtmauer am südlichen Ende der Bauerngasse
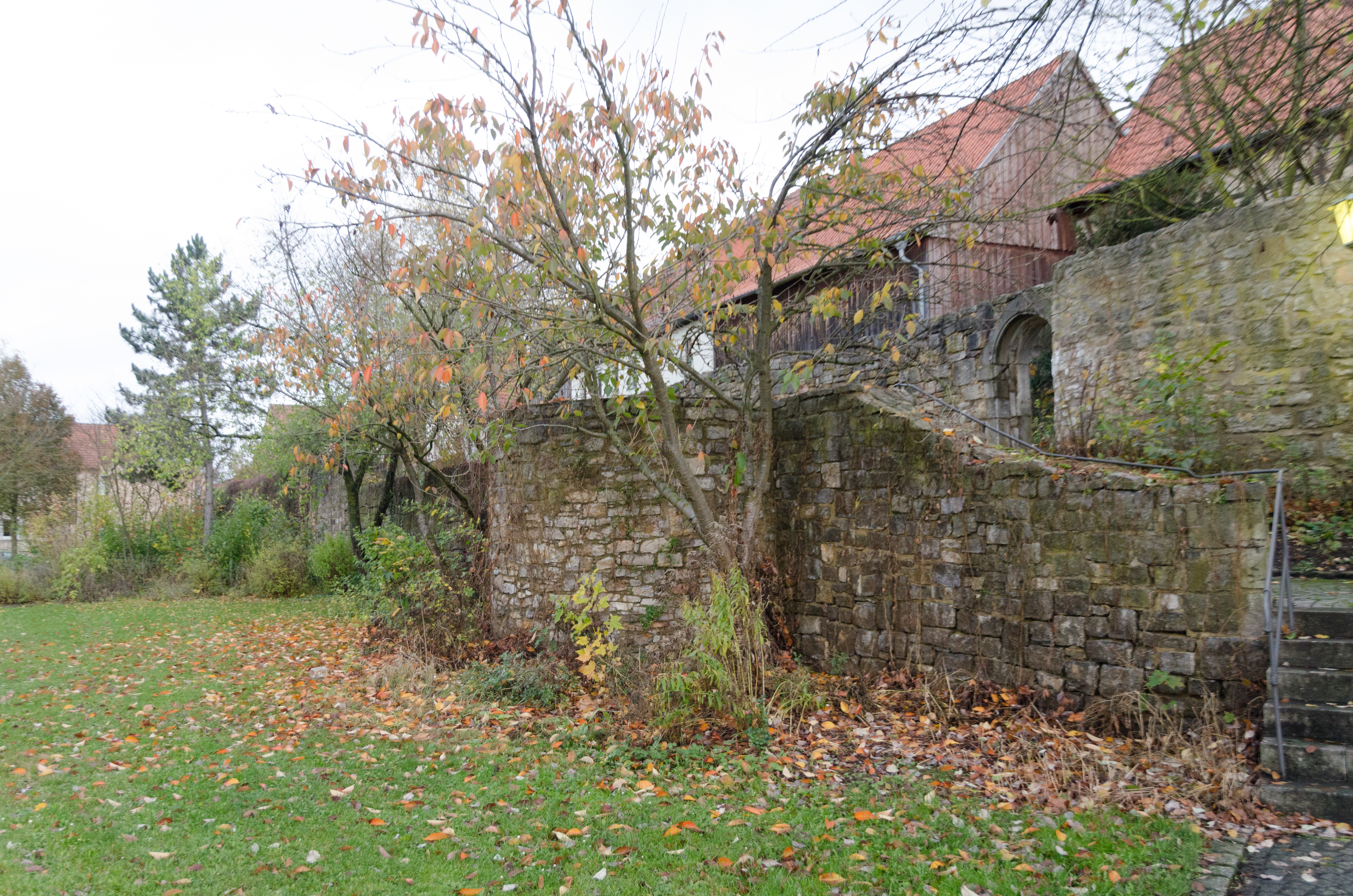
Äußere Zwingermauer mit Halbschalenturmstumpf an der Unteren Torstraße
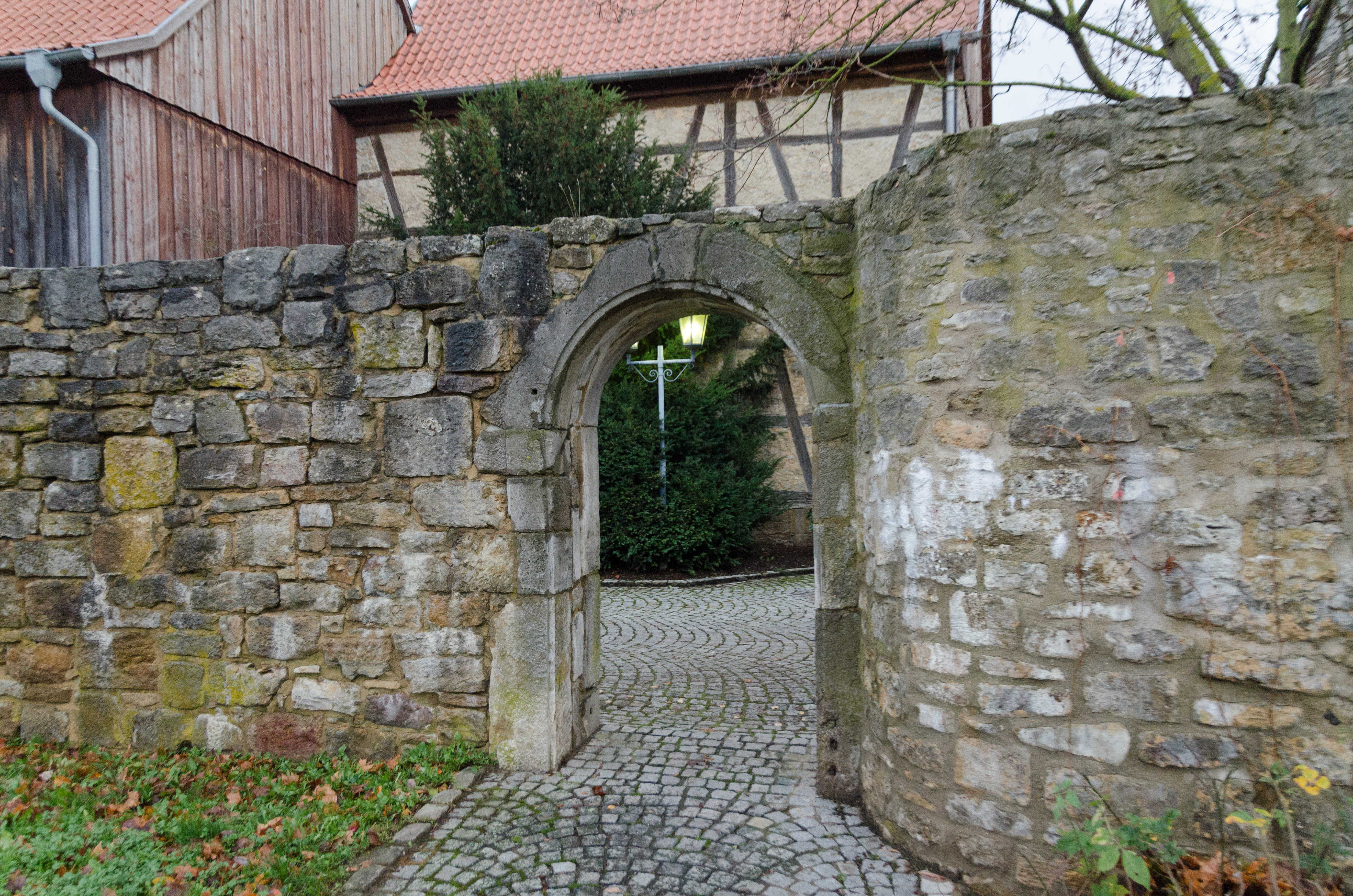
Pforte Untere Torgasse, Frohnhof

Vom südlichen Ende der Hauptstraße zum nördlichen Ende der Hauptstraße
Zwischen Mühlenweg und Langgasse größtenteils mit äußerer Zwingermauer erhalten.

| Lage                   | Objekt                                              | Beschreibung | Akten-Nr.    | Bild                                                |
| ---------------------- | --------------------------------------------------- | --- | ------------ | --------------------------------------------------- |
| Langgasse 1 (Standort) | Ehemalige Pforte des Untertors in Renaissanceformen | Seitlich jeweils ein fürstbischöflicher Wappenstein (Julius Echter von Mespelbrunn und Rudolf von Scherenberg), bezeichnet „1607“ | D-6-73-142-1 | Ehemalige Pforte des Untertors in Renaissanceformen |

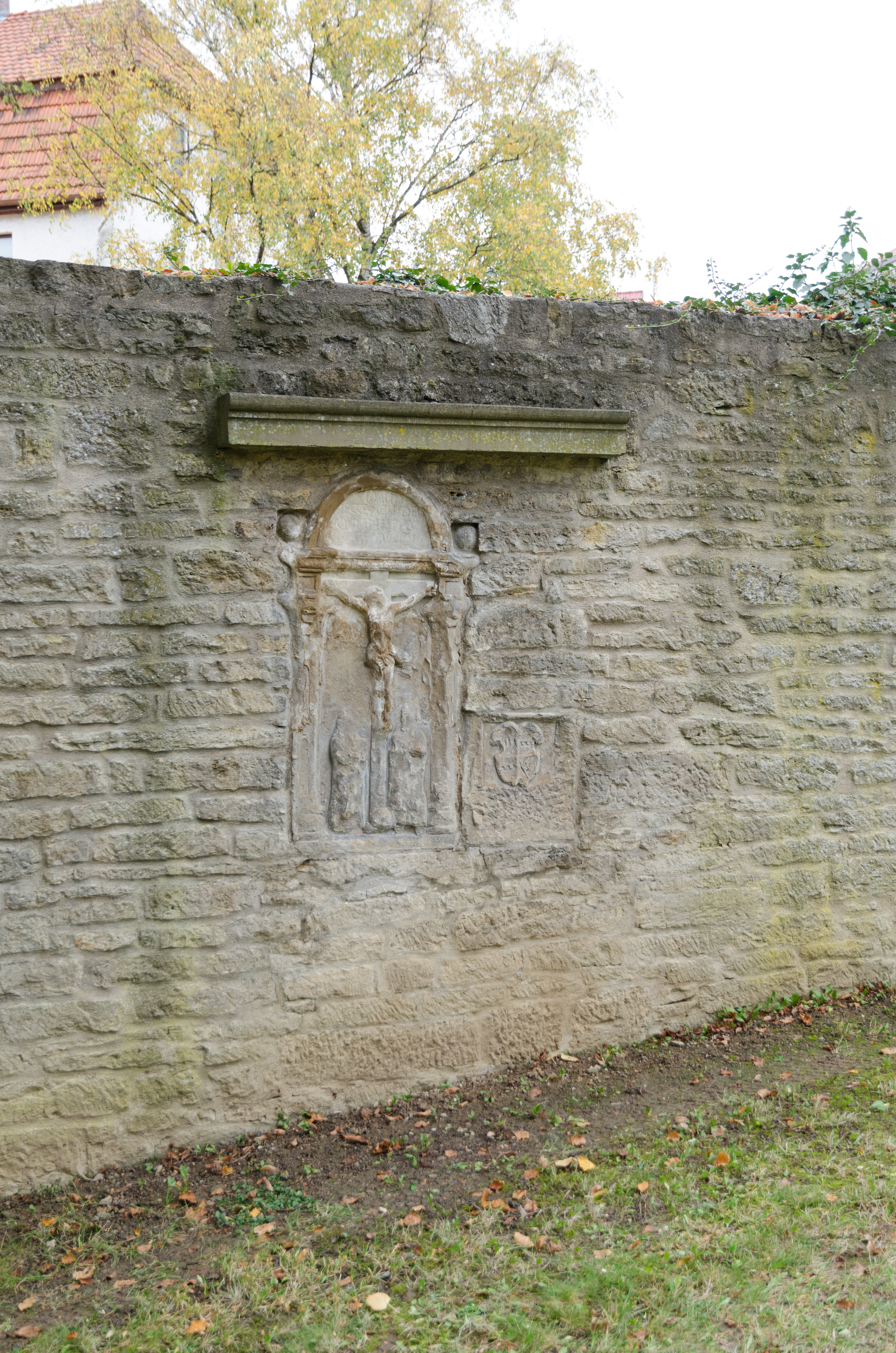
Spolien in der Stadtmauer am Mühlenweg
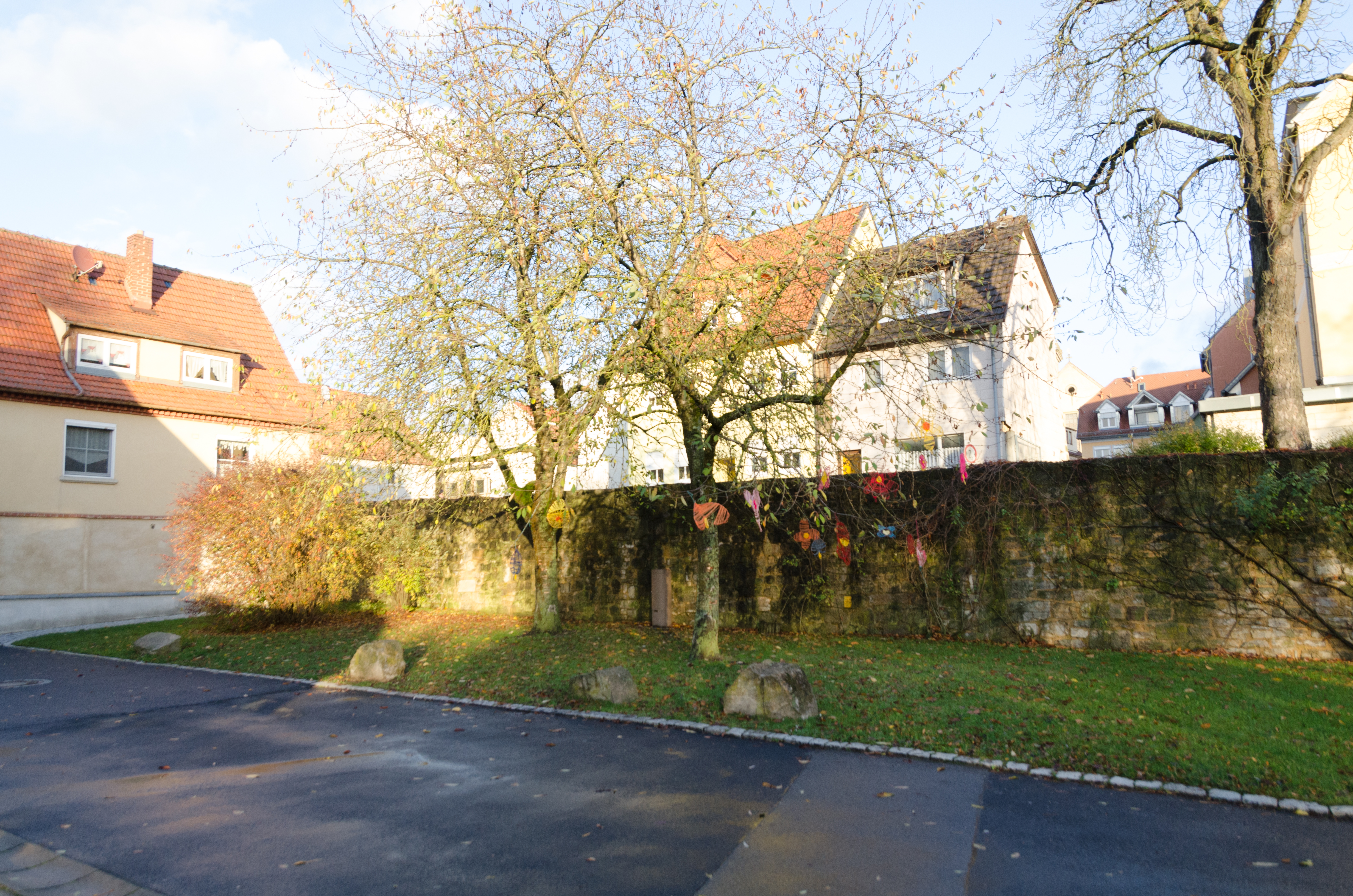
Stadtmauer südlich Langgasse 7
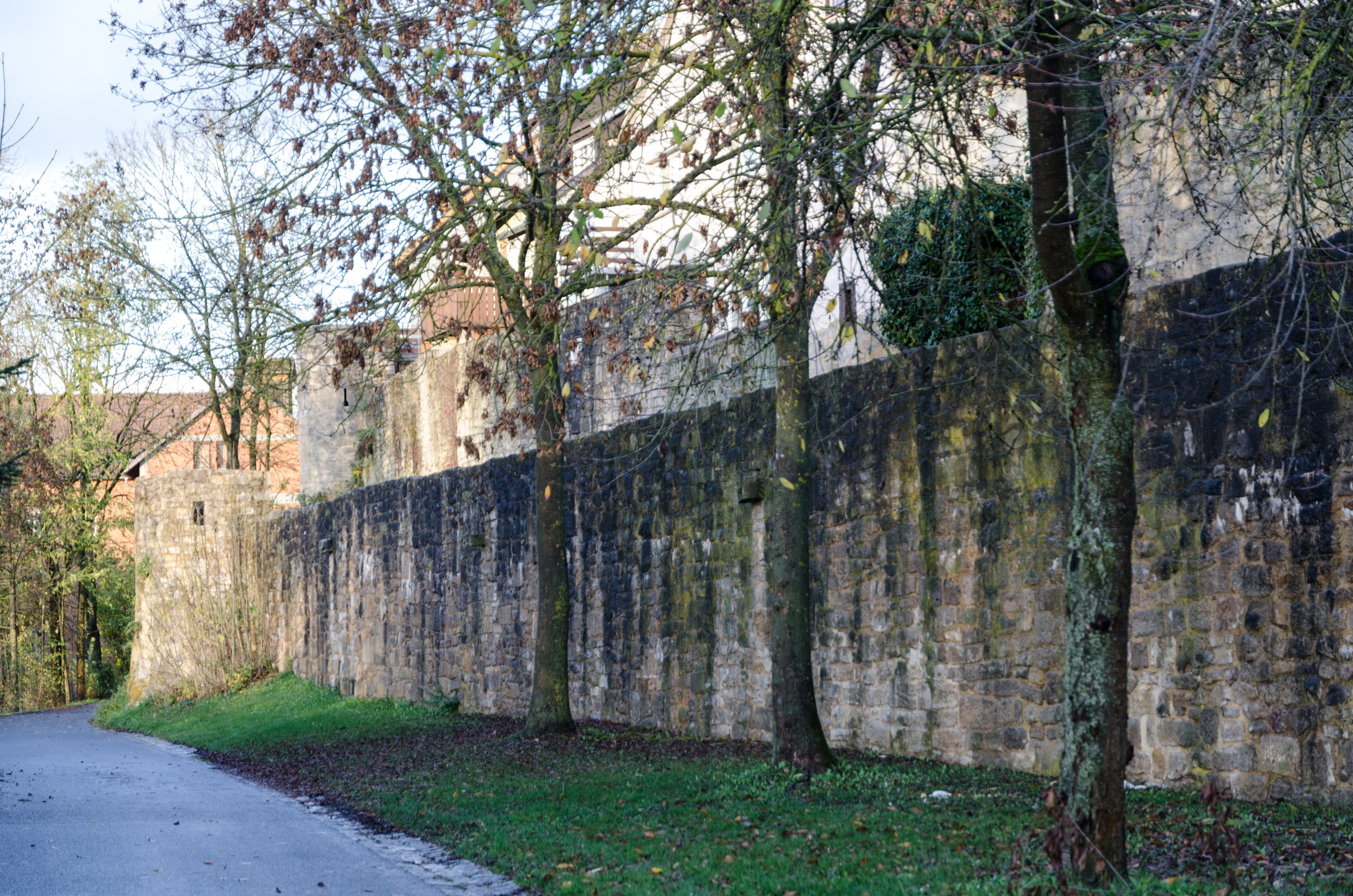
Stadtmauer nördlich Mühlenweg 6
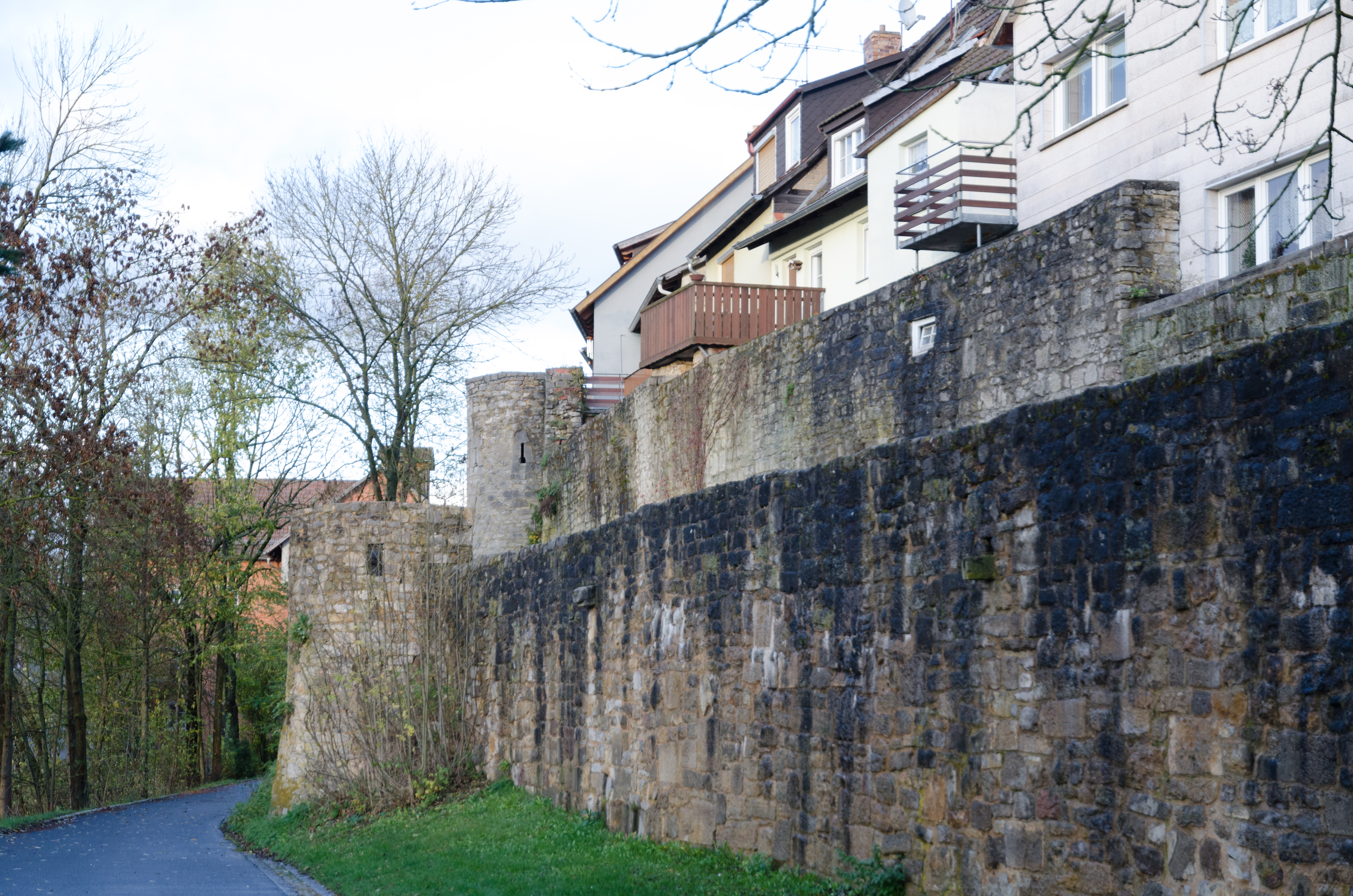
Reste von Türmen am Mühlenweg
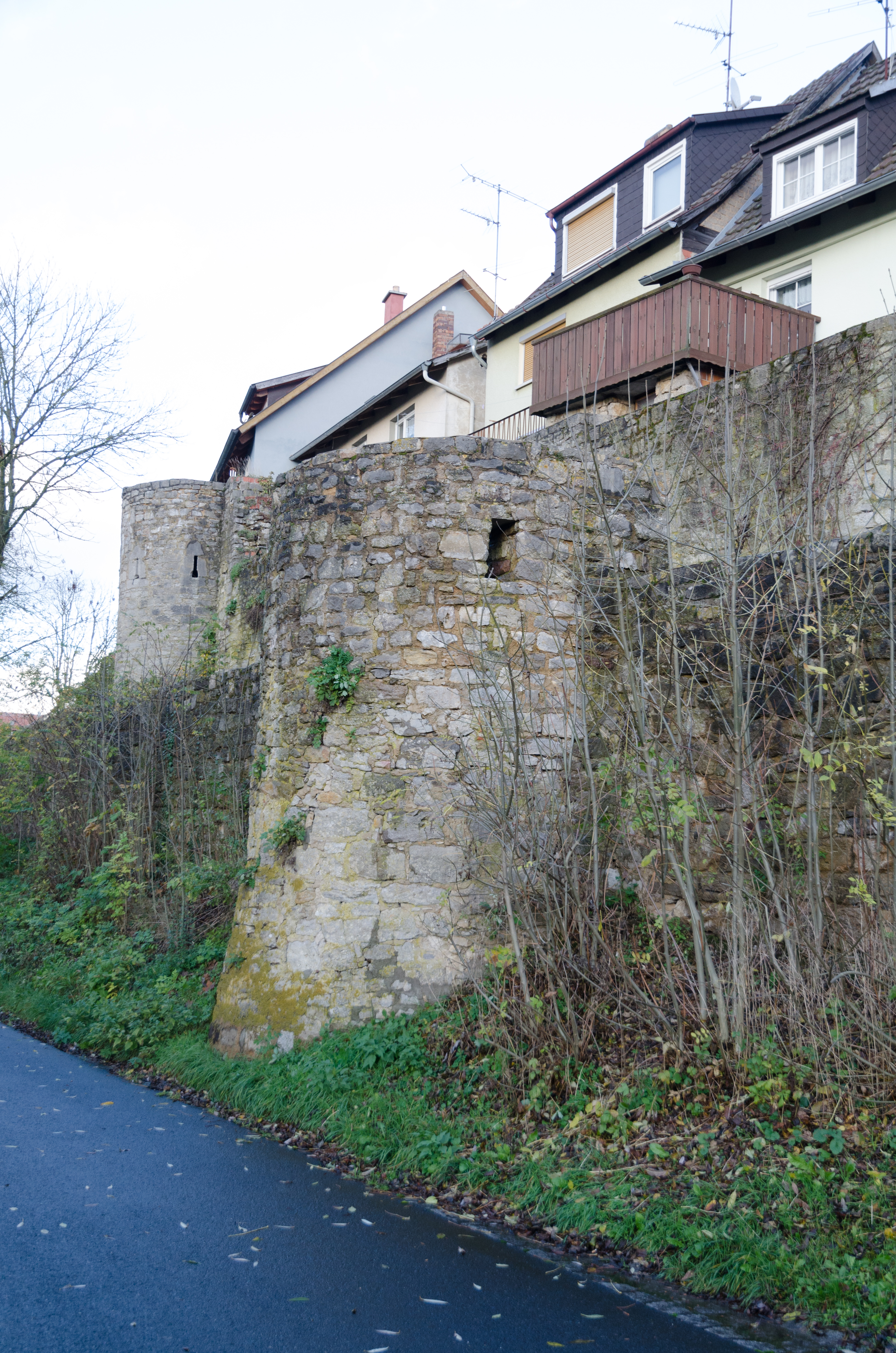
Rest eines Rundturms, an der äußeren Zwingermauer, westlich Langgasse 27
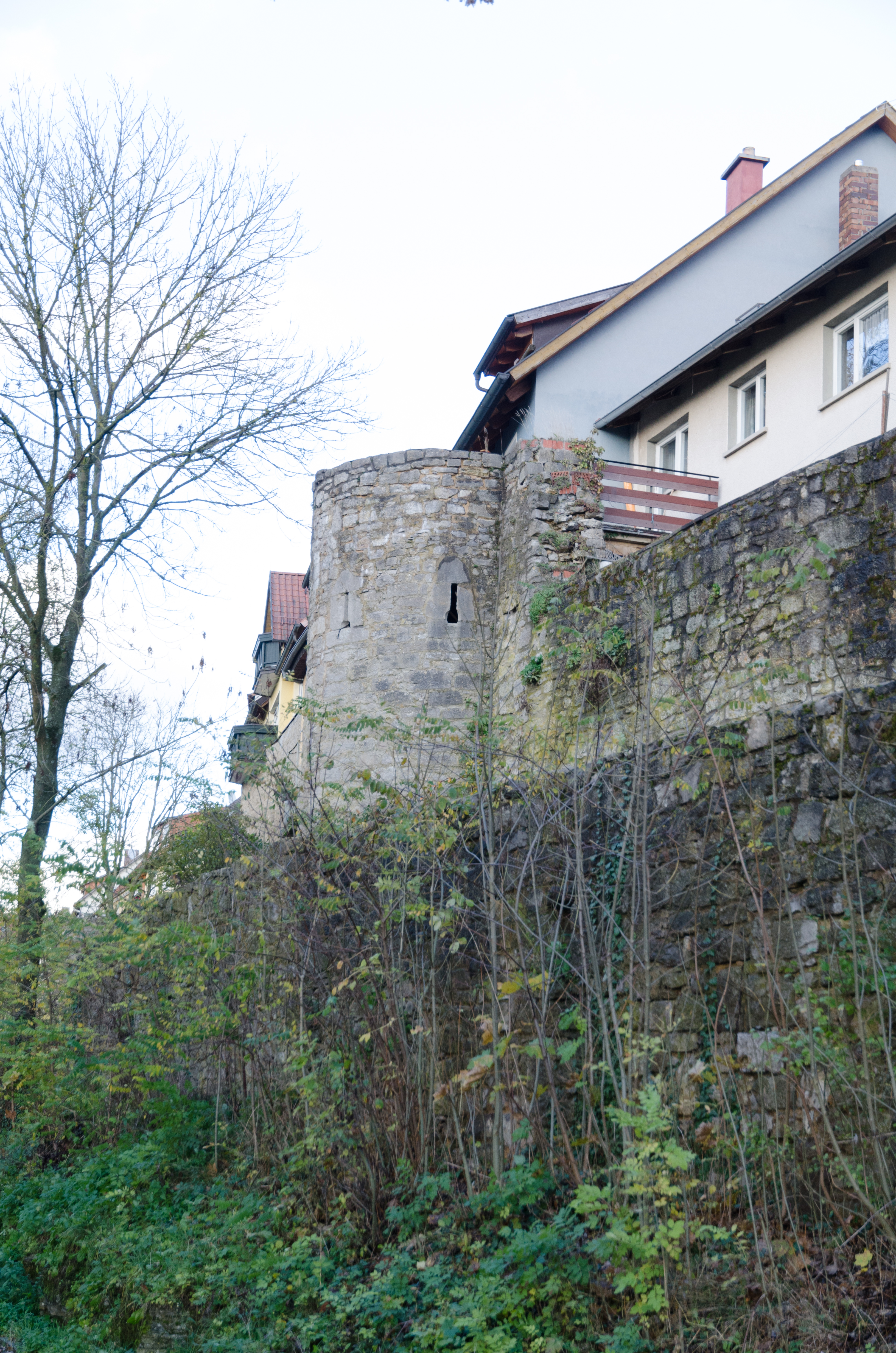
Rest eines Halbschalenturms, an der inneren Zwingermauer, westlich Langgasse 33
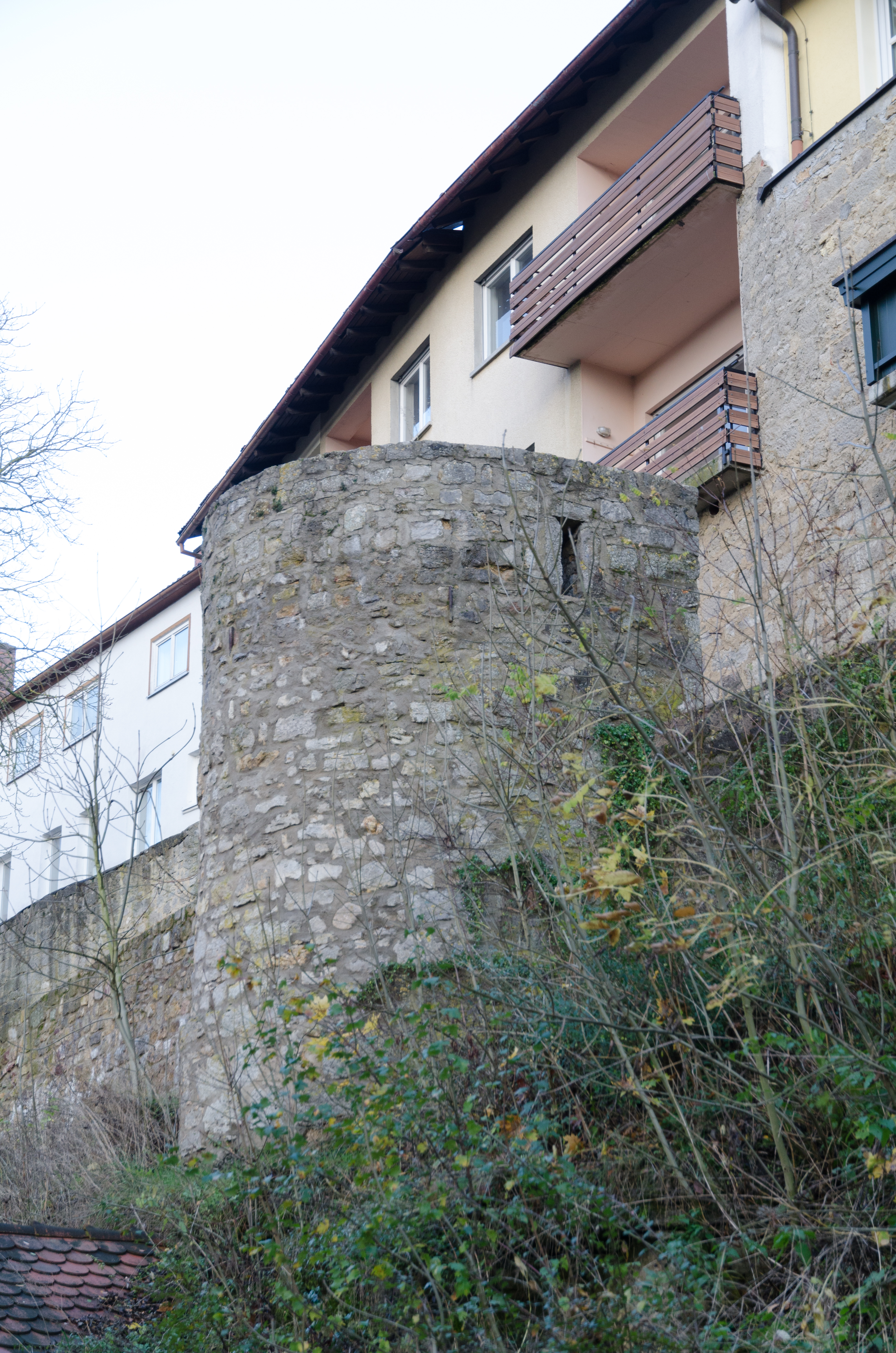
Rest eines Halbschalenturms, an der inneren Zwingermauer, westlich Langgasse 37
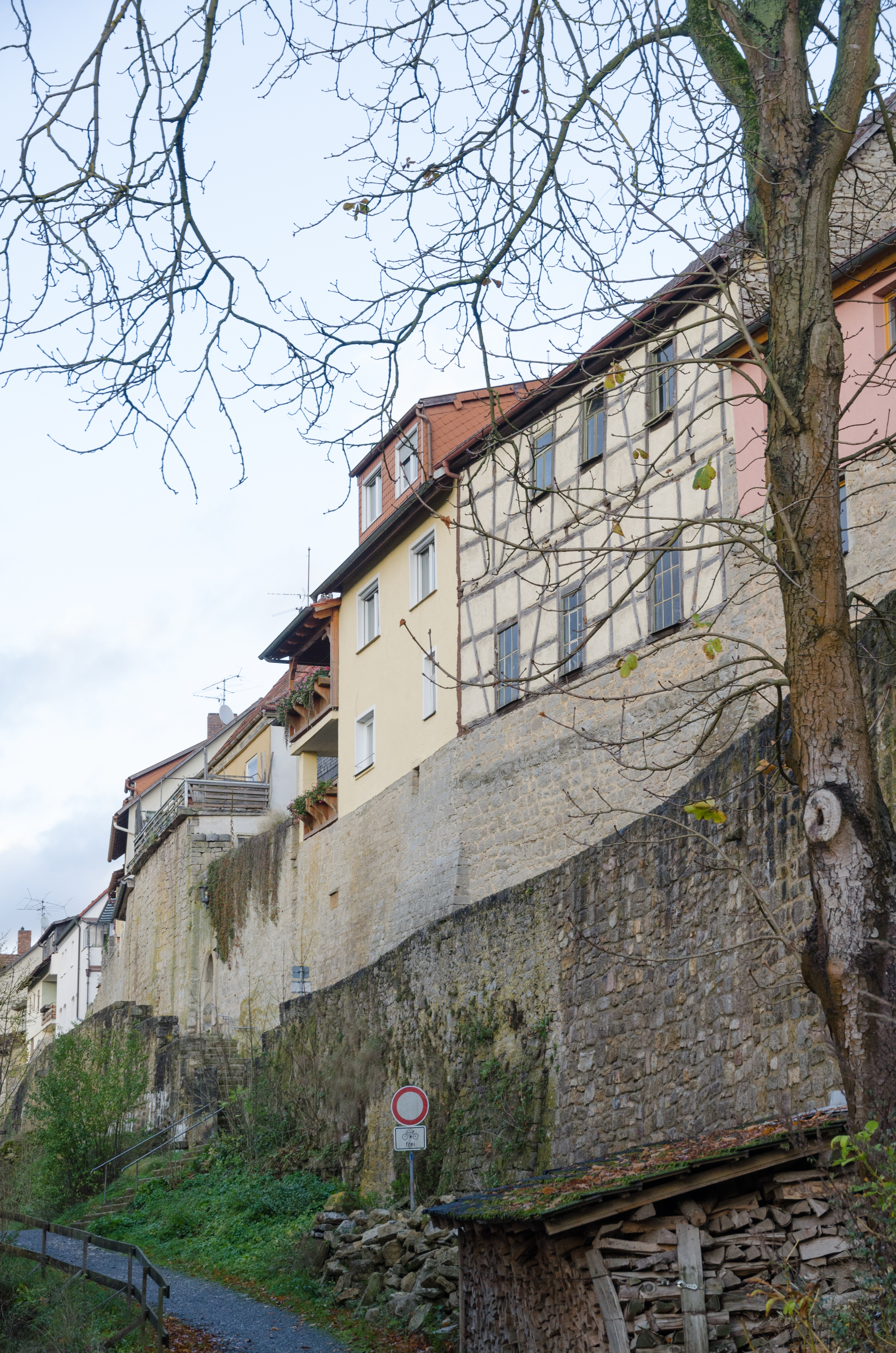
Im Zwinger zwischen Mühlenweg und Langgasse
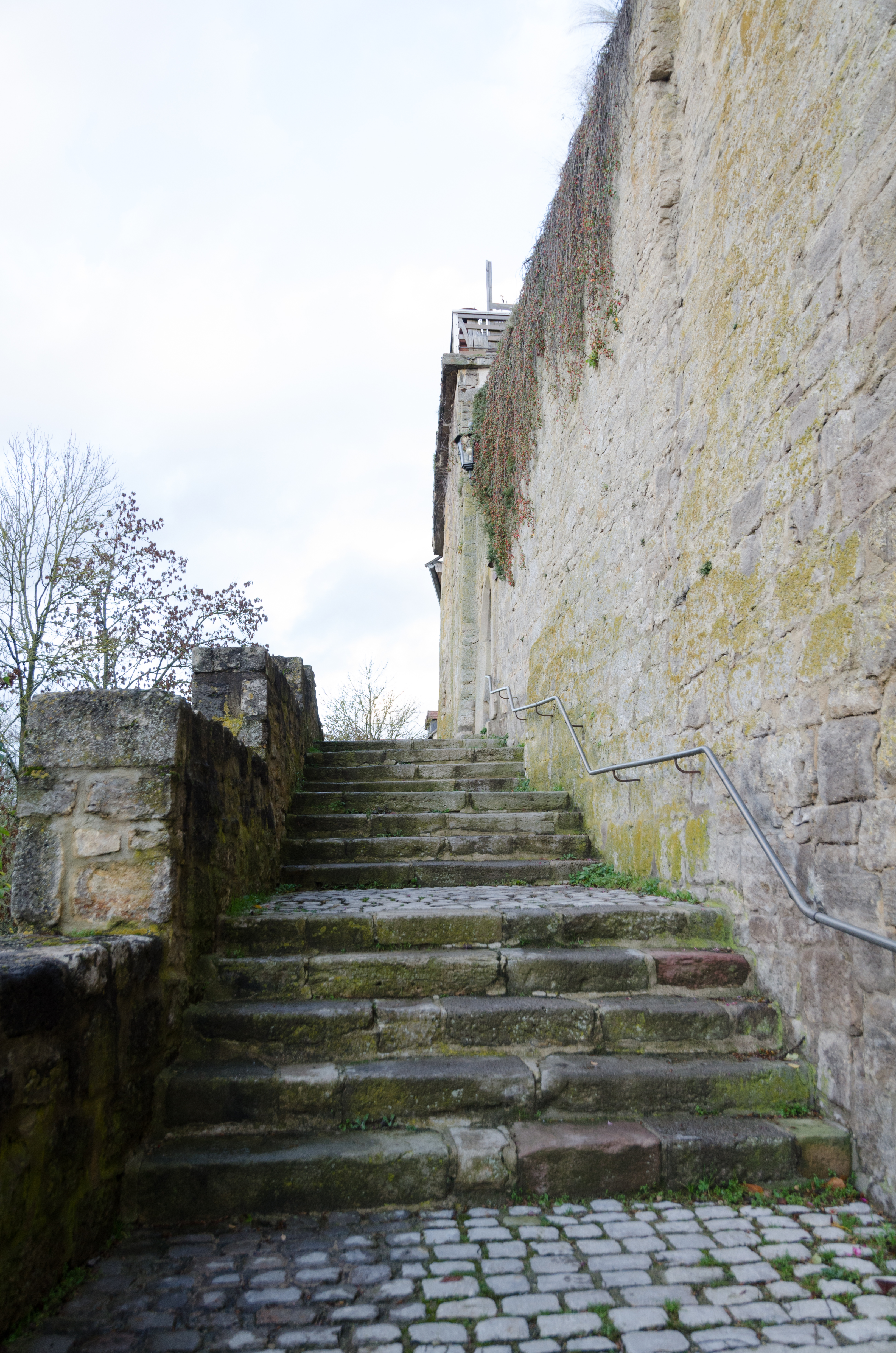
Im Zwinger zwischen Mühlenweg und Langgasse
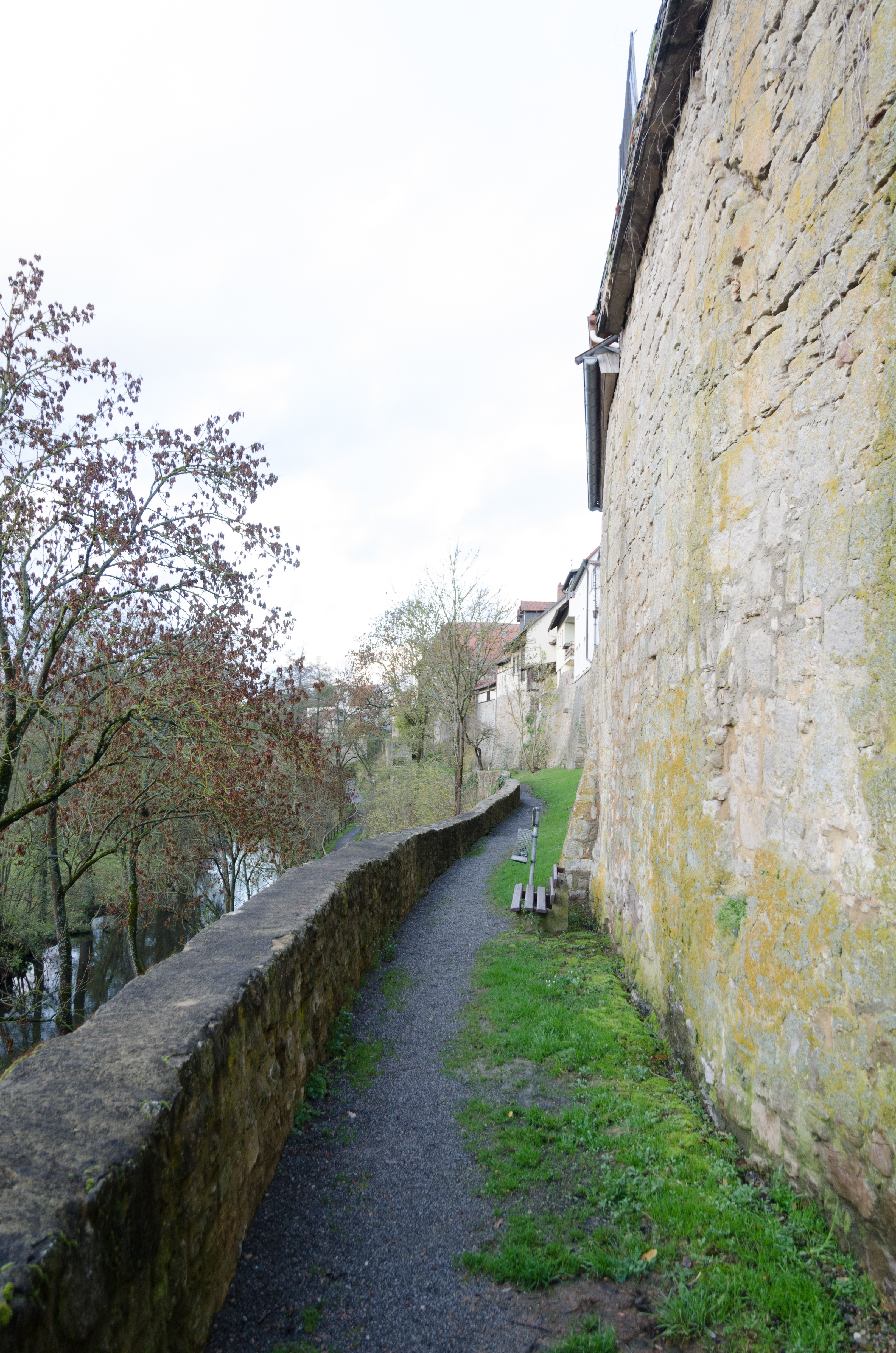
Im Zwinger zwischen Mühlenweg und Langgasse
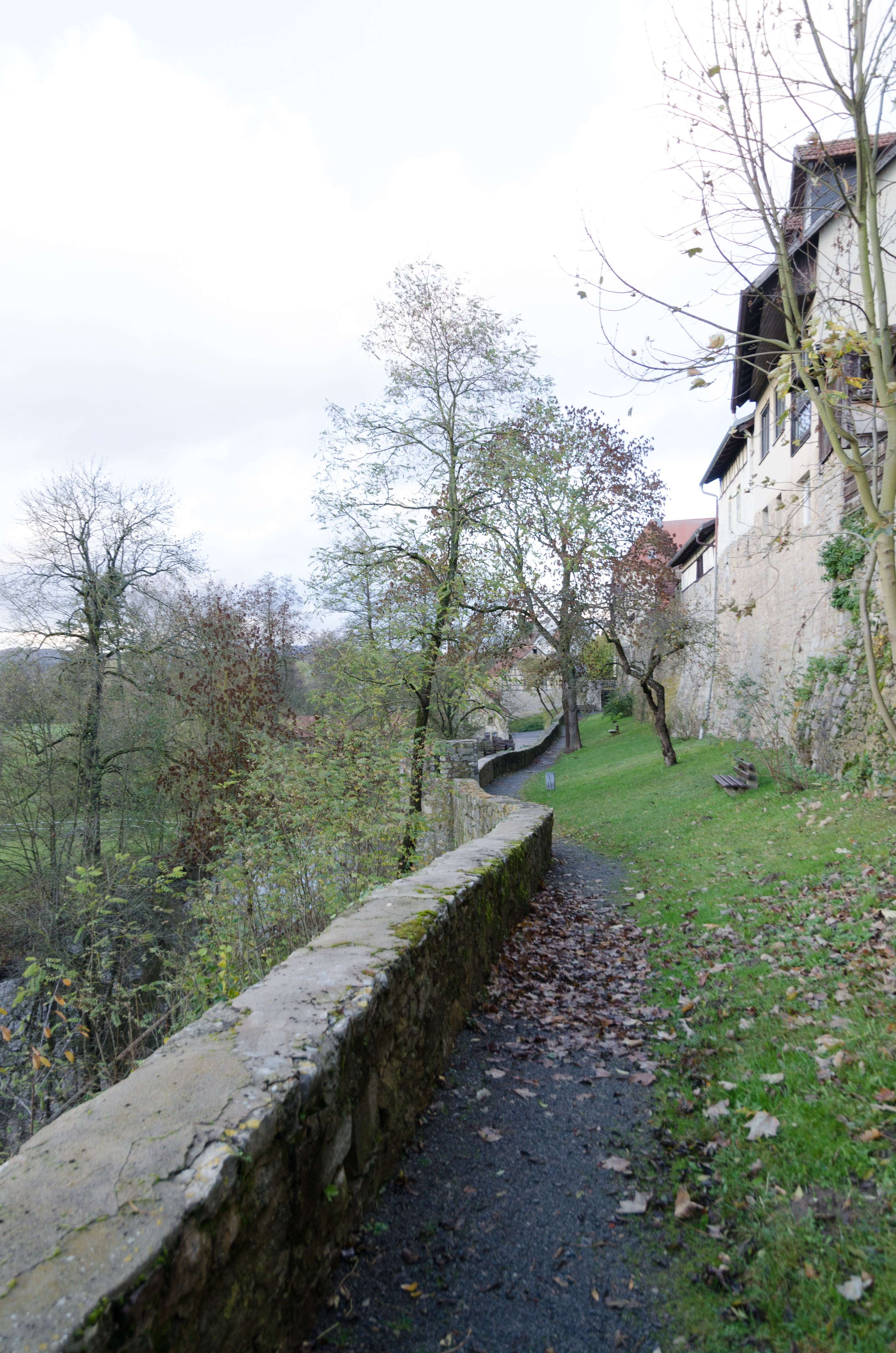
Im Zwinger zwischen Mühlenweg und Langgasse
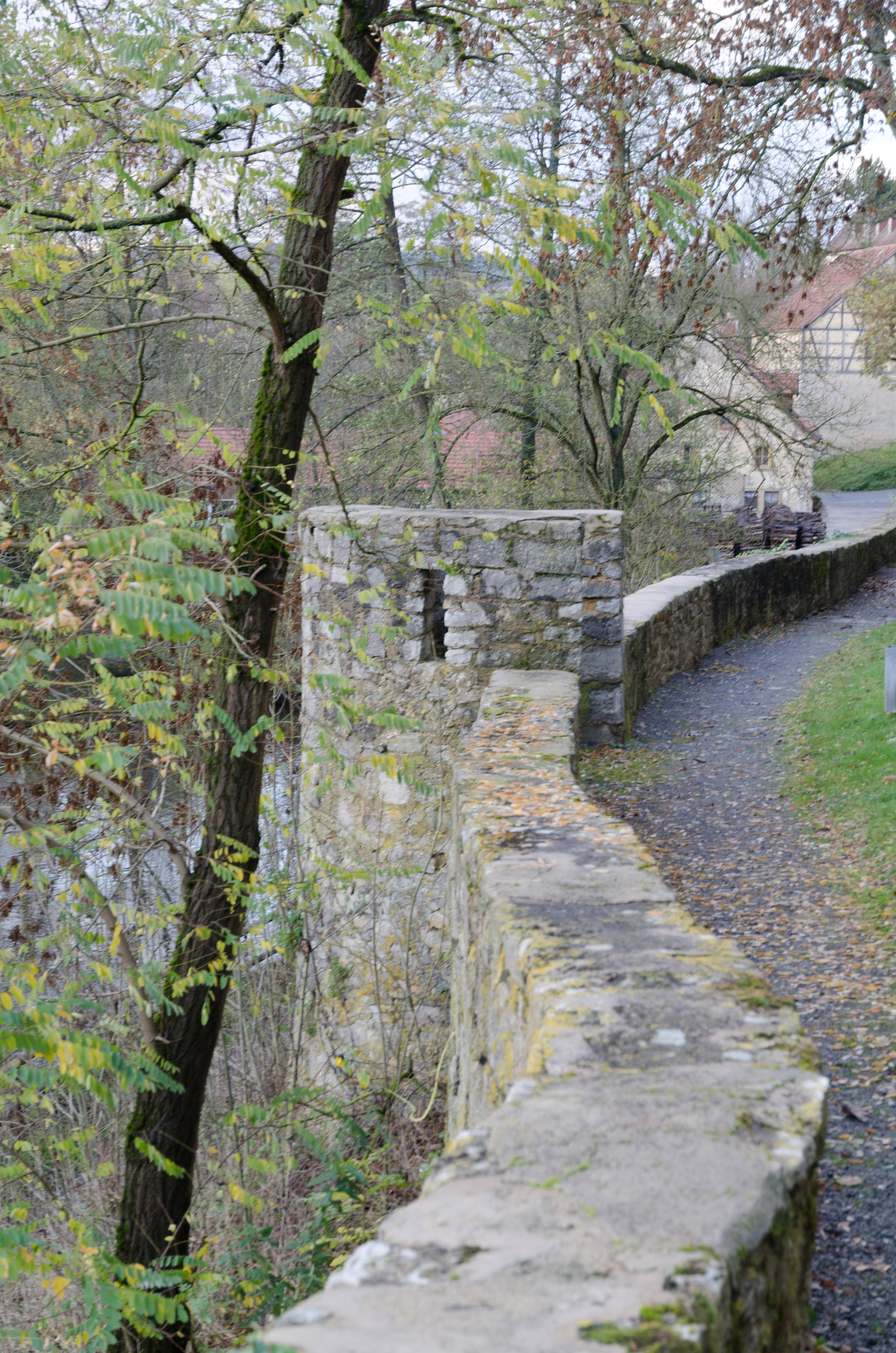
Rest eines Rundturms, an der äußeren Zwingermauer, Langgasse 61
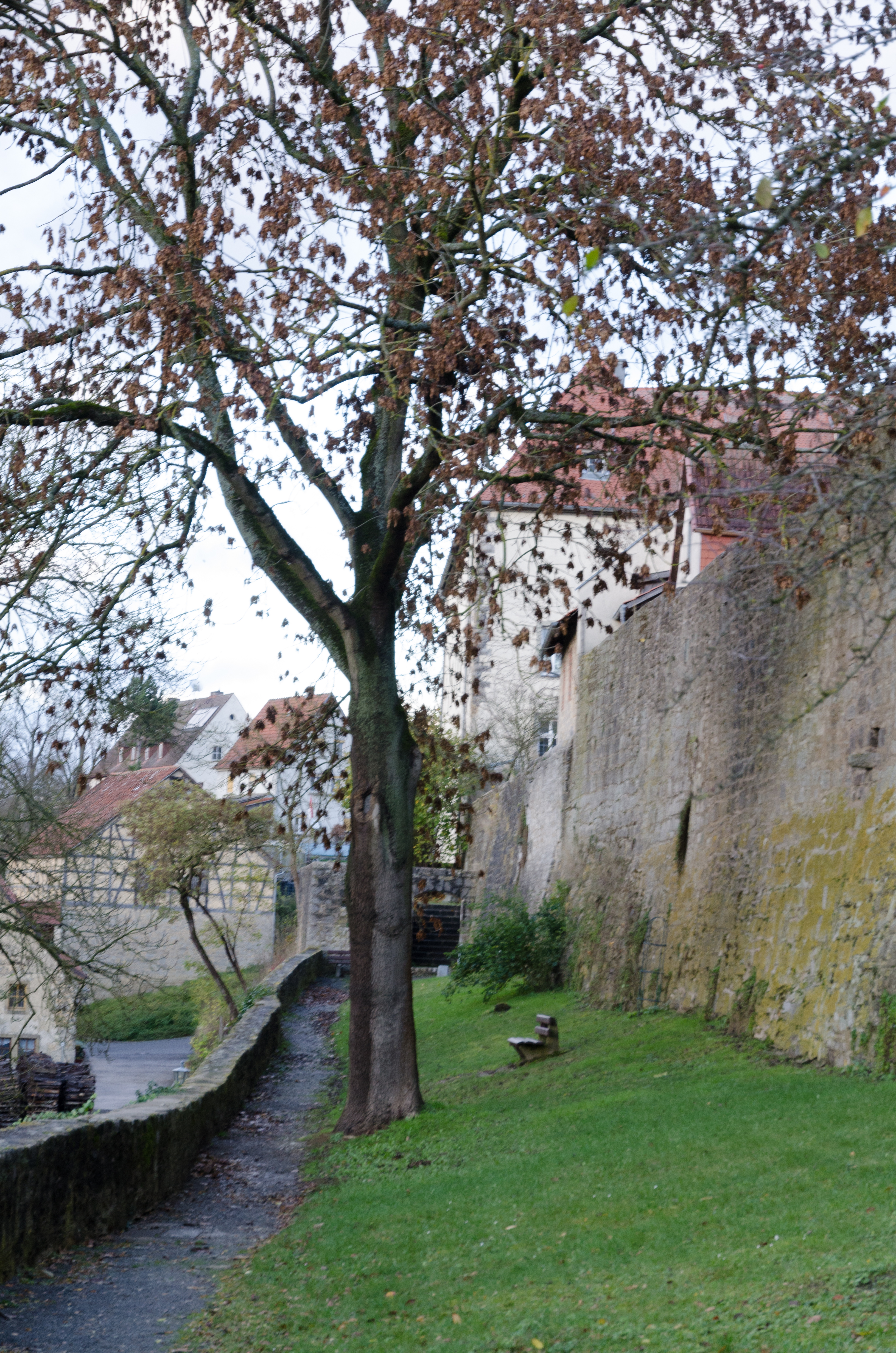
Im Zwinger zwischen Mühlenweg und Langgasse
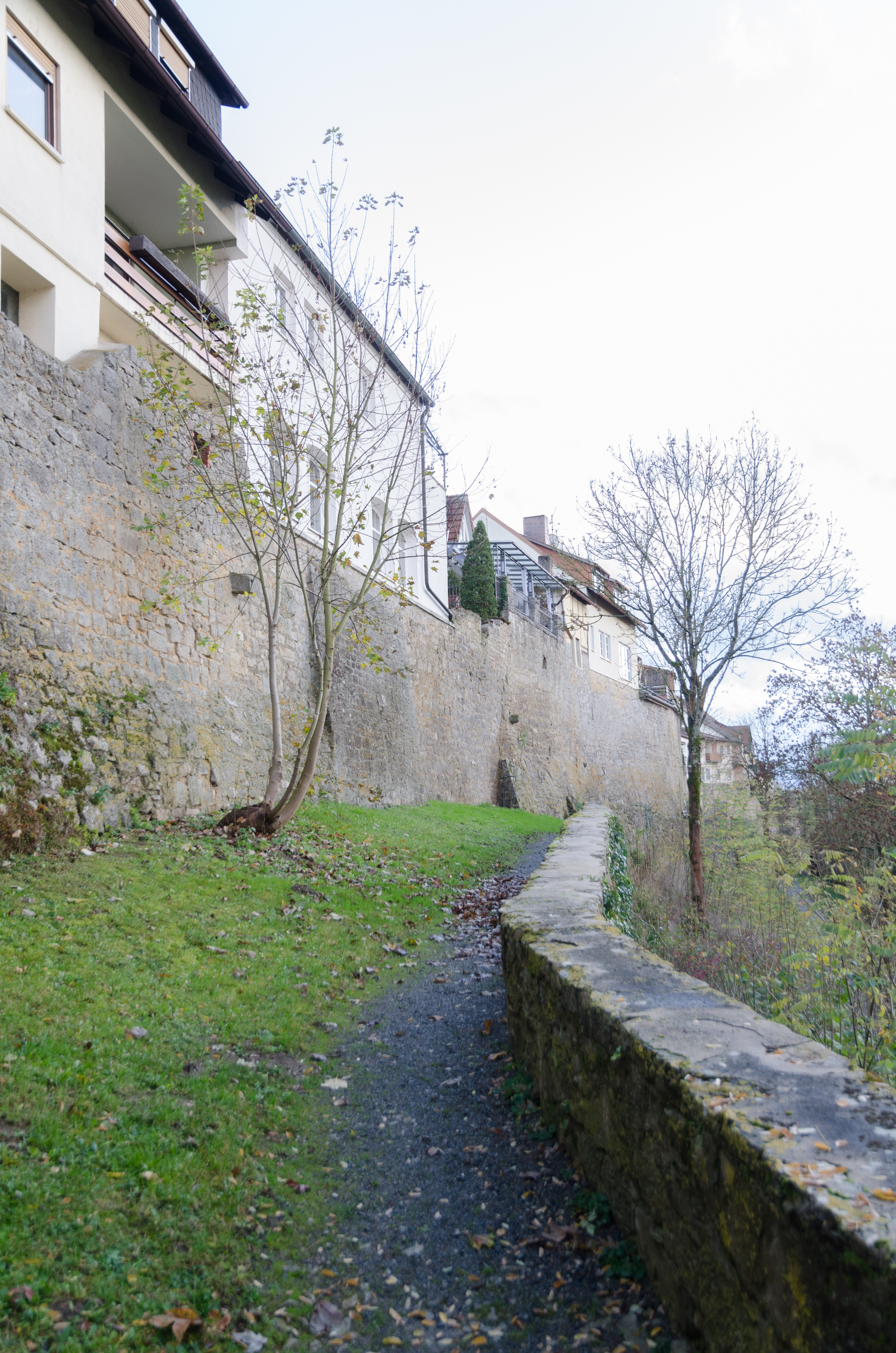
Im Zwinger zwischen Mühlenweg und Langgasse
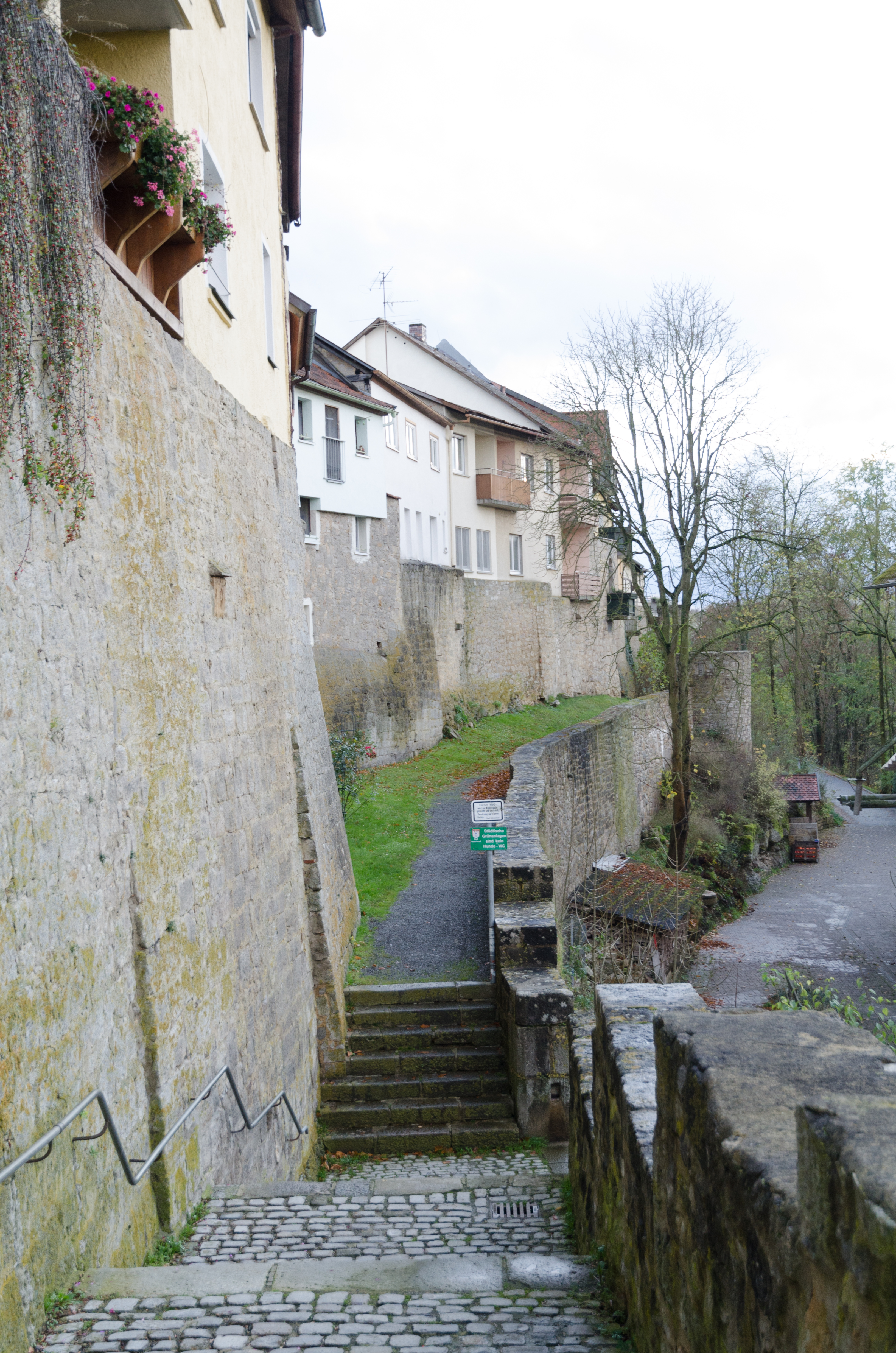
Im Zwinger zwischen Mühlenweg und Langgasse
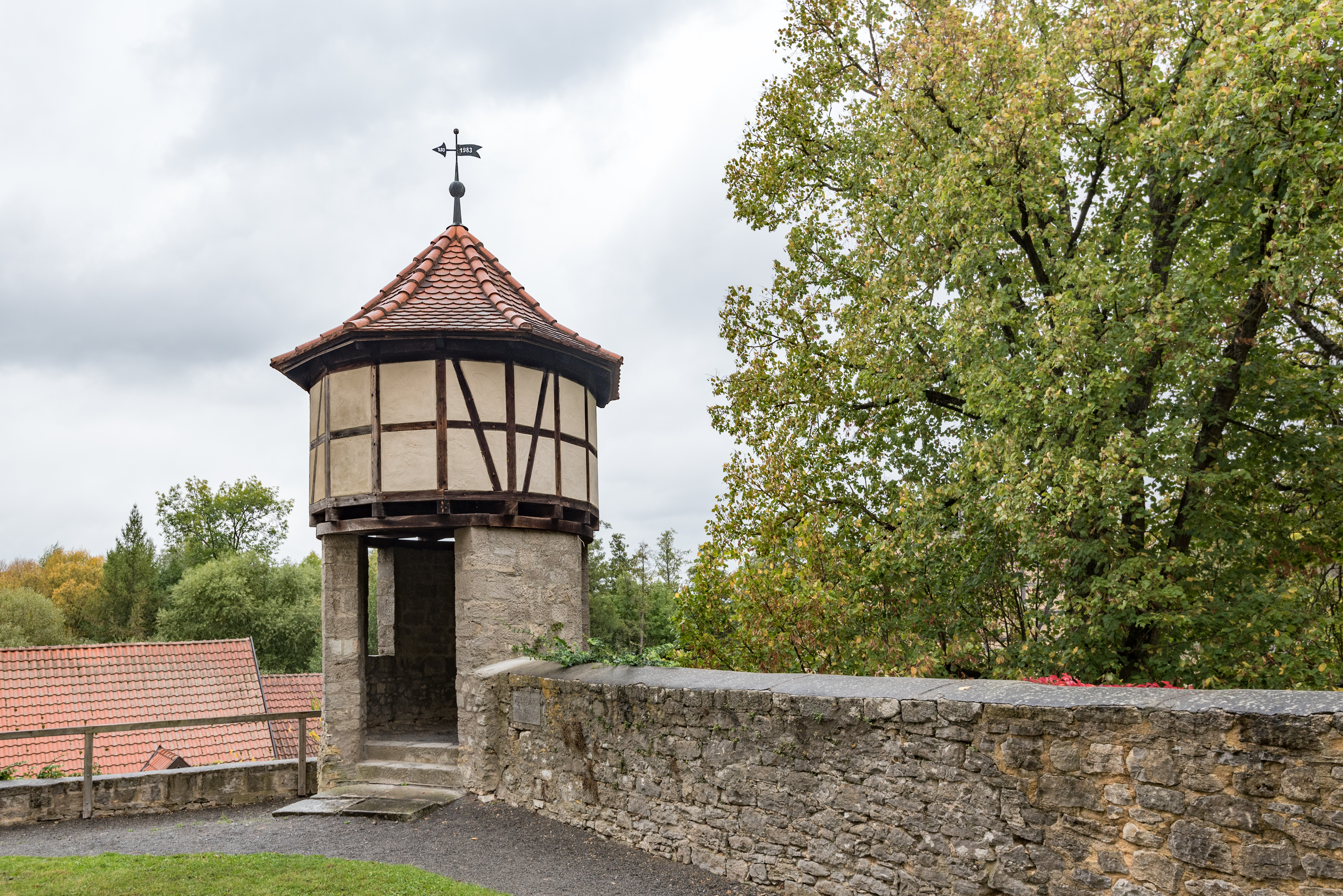
Nordwestecke mit Befestigungsturm
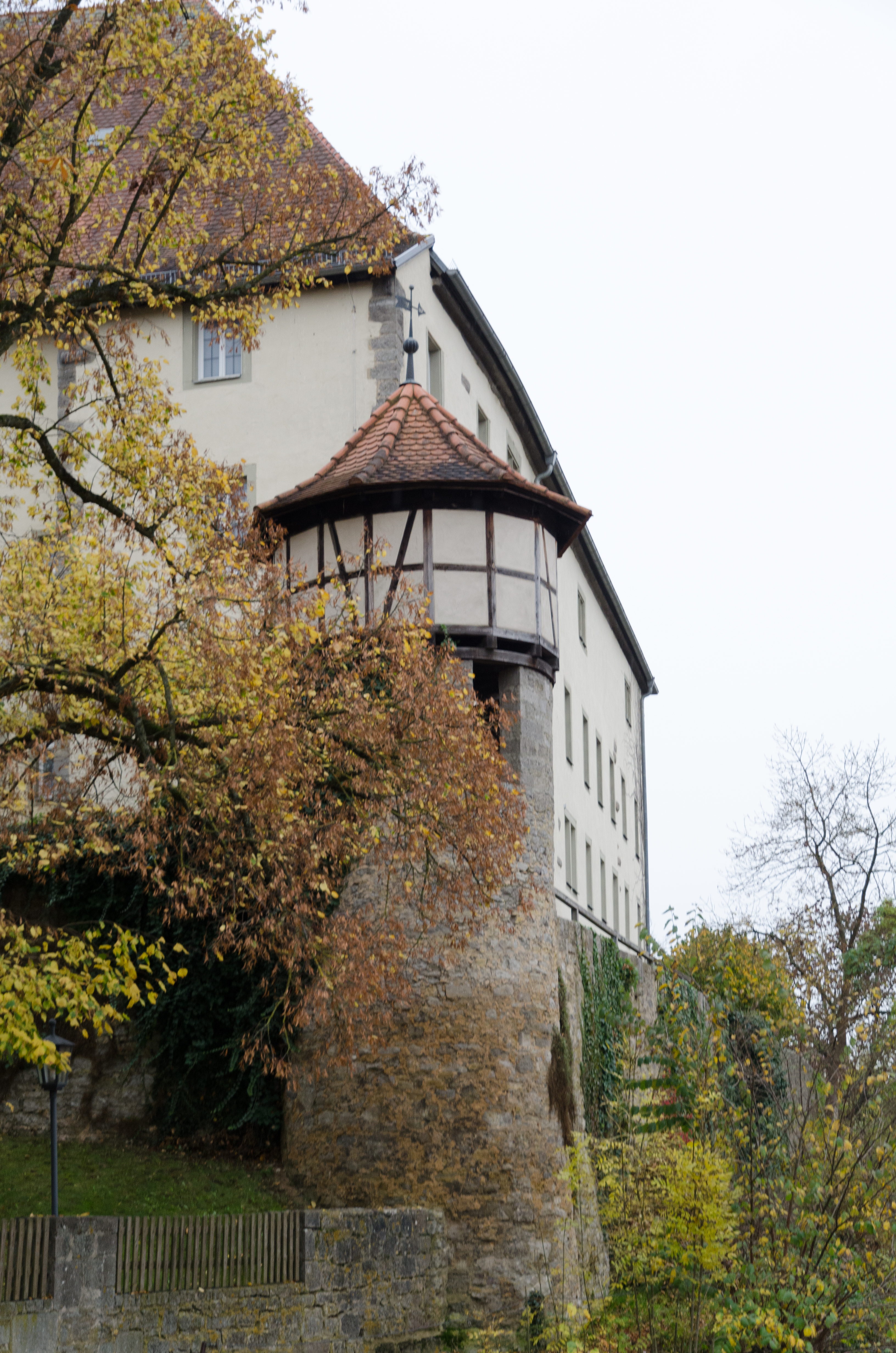
Nordwestecke mit Befestigungsturm
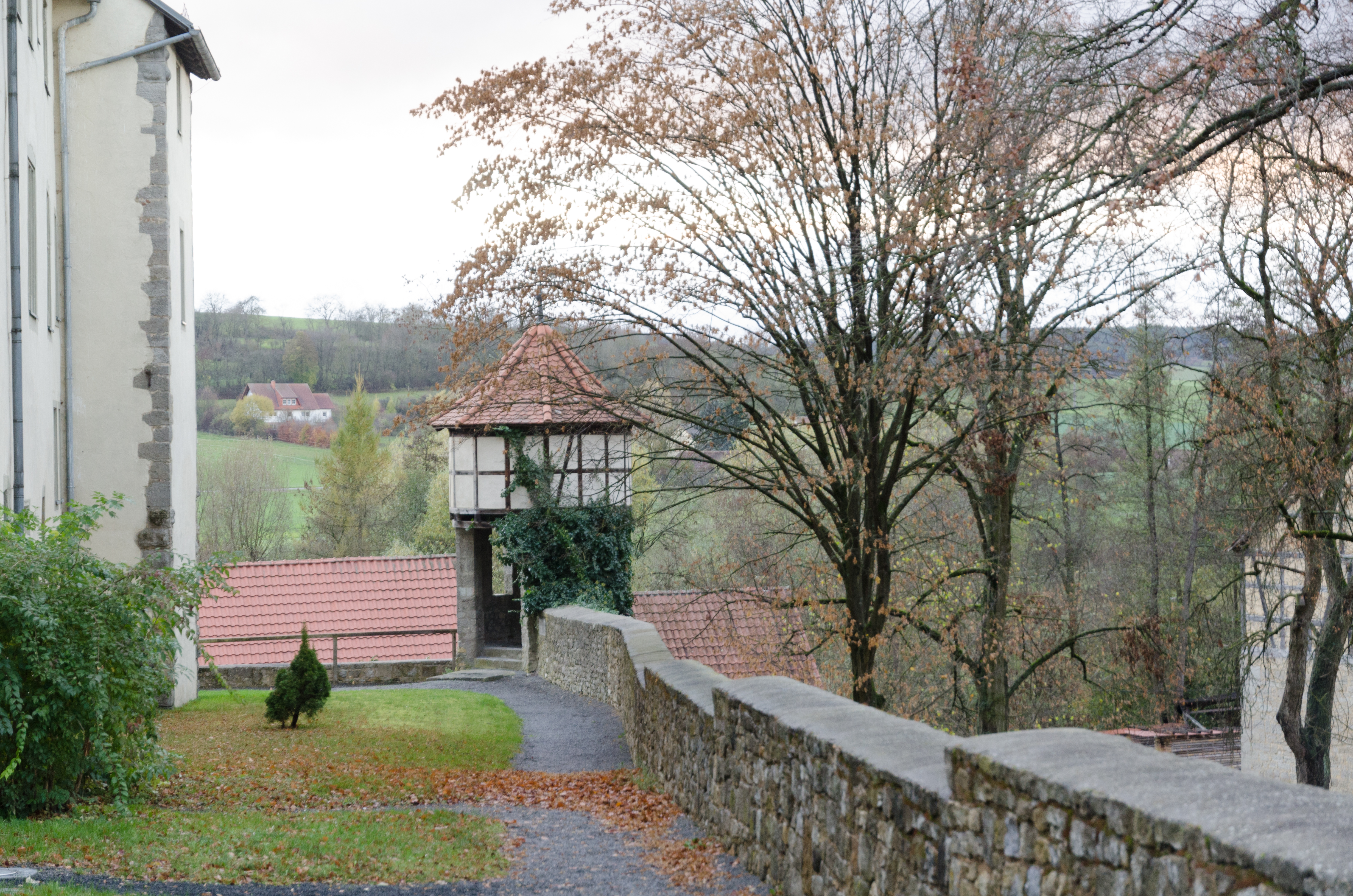
Nordwestecke mit Befestigungsturm
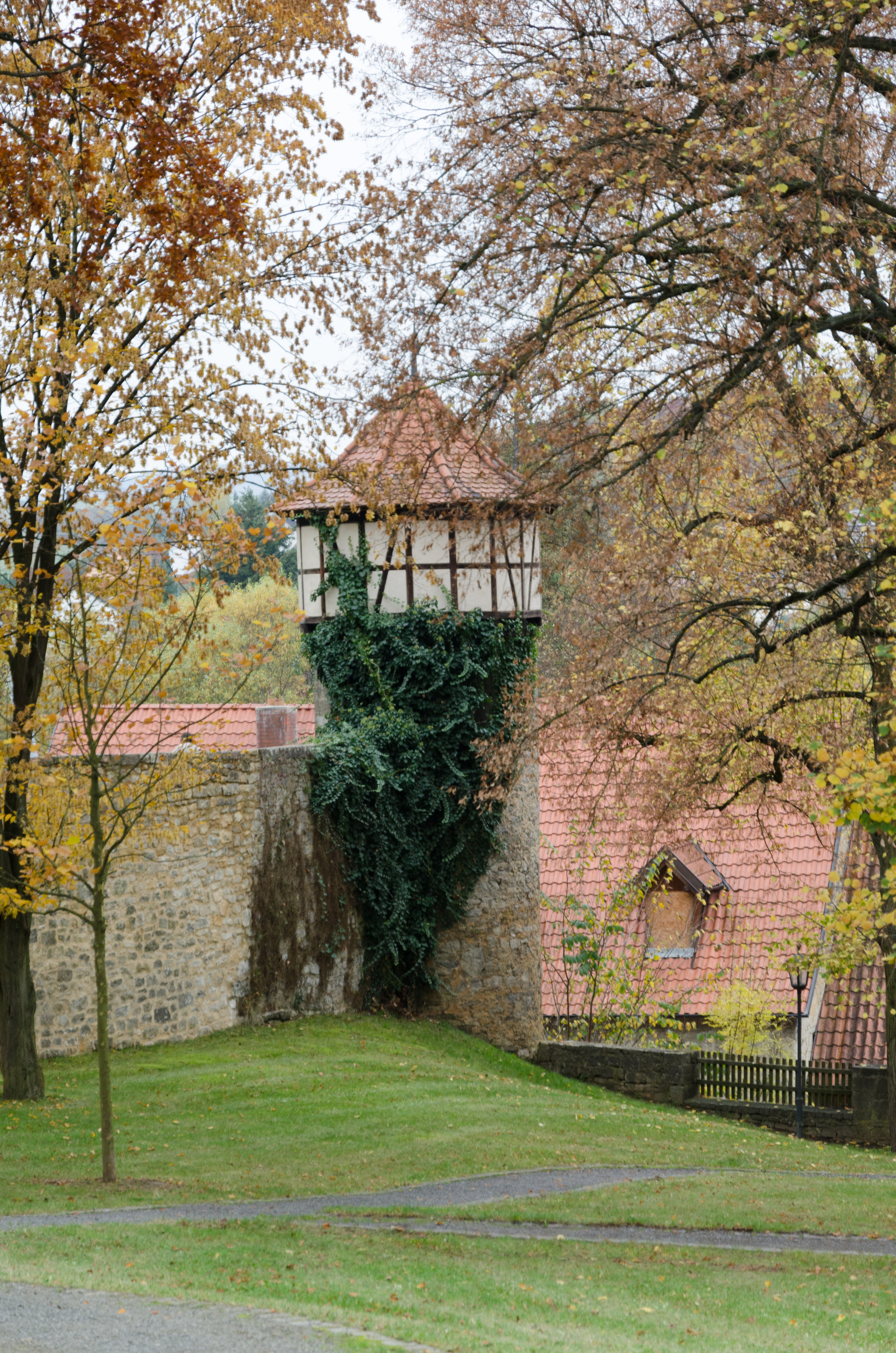
Nordwestecke mit Befestigungsturm

| Lage                     | Objekt     | Beschreibung        | Akten-Nr.    | Bild           |
| ------------------------ | ---------- | ------------------- | ------------ | -------------- |
| Hauptstraße 6 (Standort) | Pulverturm | 14./15. Jahrhundert | D-6-73-142-1 | weitere Bilder |

## Baudenkmäler nach Gemeindeteilen

### Mellrichstadt
| Lage                                                                          | Objekt                                                              | Beschreibung | Akten-Nr.      | Bild                            |
| ----------------------------------------------------------------------------- | ------------------------------------------------------------------- | --- | -------------- | ------------------------------- |
| Am Galgenturm, an der B 19 nach Eußenhausen (Standort)                        | Sogenannter Galgenturm, ehemaliger Wartturm                         | Rundturm in Bruchstein, von Mauer mit Tor umgeben, 15. Jahrhundert | D-6-73-142-78  | weitere Bilder                  |
| Am Judenfriedhof (Standort)                                                   | Jüdischer Friedhof                                                  | Mit Ummauerung und Grabmälern, 19. und 20. Jahrhundert bis ca. 1938 | D-6-73-142-75  | weitere Bilder                  |
| Am See (Standort)                                                             | Heiligenhäuschen                                                    | Relief Christus als Guter Hirte vor von Engeln gehaltenem Vorhang, Sandstein, bezeichnet „1768“, saniert 1990 | D-6-73-142-2   | weitere Bilder                  |
| Am See (Standort)                                                             | Kreuzschlepper                                                      | Auf Pfeiler, reicher Rocailleschmuck, Sandstein, Mitte 18. Jahrhundert | D-6-73-142-3   | BW                              |
| Badgäßchen 2 (Standort)                                                       | Wohnhaus                                                            | Zweigeschossiger verputzter Fachwerkbau mit Satteldach und schmaler Traufseite zum Marktplatz, 18. Jahrhundert | D-6-73-142-4   | weitere Bilder                  |
| Bahnhofweg 23 (Standort)                                                      | Postamt auf Winkelgrundriss                                         | Traditionalistischer zweigeschossiger Hauptbau mit steilem Satteldach und Adlerrelief, hofseits Treppenturm, erdgeschossiger Nebentrakt mit Flachdach, um 1925 | D-6-73-142-5   | BW                              |
| Bahnhofweg 24 (Standort)                                                      | Evangelisch-lutherische Gustav-Adolf-Kirche                         | Schlichte neusachliche Chorturmkirche, Schiff und Turm mit Satteldach, 1933 | D-6-73-142-6   | weitere Bilder                  |
| Bauerngasse 14 (Standort)                                                     | Ackerbürgerhaus                                                     | Zweigeschossiger Traufseitbau mit Satteldach, im massiven Erdgeschoss seitliche Tordurchfahrt, Fachwerkobergeschoss, Anfang 18. Jahrhundert | D-6-73-142-10  | weitere Bilder                  |
| Bauerngasse 15 (Standort)                                                     | Wohnhaus                                                            | Giebelständig, zweigeschossig, verputztes Fachwerk, Satteldach, 17./18. Jahrhundert | D-6-73-142-11  | weitere Bilder                  |
| Bauerngasse 20 (Standort)                                                     | Ackerbürgerhaus                                                     | Giebelständiges Wohnhaus, mit Fachwerkobergeschoss und Satteldach, 17./18. Jahrhundert | D-6-73-142-13  | weitere Bilder                  |
| Bauerngasse 28 (Standort)                                                     | Ackerbürgerhof                                                      | Wohnhaus, zweigeschossiger Traufseitbau mit Mansardwalmdach, Massivbau verputzt, Tordurchfahrt, Ende 18. Jahrhundert Nebengebäude | D-6-73-142-15  | weitere Bilder                  |
| Bauerngasse 29 (Standort)                                                     | Ackerbürgerhof                                                      | Zweigeschossiger Traufseitbau, Fachwerkobergeschoss leicht vorkragend, verputzt, seitliche rundbogige Tordurchfahrt, bezeichnet „1722“, Haustürgewände bezeichnet „18“ Nebengebäude | D-6-73-142-16  | weitere Bilder                  |
| Bauerngasse 38 (Standort)                                                     | Ackerbürgerhof, Wohnhaus                                            | Zweigeschossiger Traufseitbau mit verputztem Fachwerkobergeschoss, Satteldach, Tor bezeichnet „1629“ | D-6-73-142-17  | weitere Bilder                  |
| Mittlere Schweizergasse 4 (Standort)                                          | Ackerbürgerhof, Nebengebäude                                        | | D-6-73-142-17  | weitere Bilder                  |
| Bauerngasse 40 (Standort)                                                     | Wohnhaus                                                            | Zweigeschossig, giebelständig, verputztes Fachwerk, Satteldach, 16./17. Jahrhundert | D-6-73-142-18  | weitere Bilder                  |
| Bauerngasse 44, Obere Schweizergasse 1 (Standort)                             | Doppelhaus                                                          | zweigeschossiger, giebelständiger Satteldachbau mit massivem Erdgeschoss und Fachwerkobergeschoss, traufseitig verputzt, 16./17. Jahrhundert | D-6-73-142-20  | weitere Bilder                  |
| Bauerngasse 55 (Standort)                                                     | Giebelhaus                                                          | Massives Erdgeschoss, Fachwerkobergeschoss, Satteldach, bezeichnet „1839“ | D-6-73-142-21  | weitere Bilder                  |
| Nähe Obere Torgasse (Standort)                                                | Ehemaliger Friedhof, heute städtische Grünanlage                    | Nach Abbruch des Nordtores 1821 in den ehemaligen Wallanlagen vor dem nördlichen Stadtmauerzug angelegt | D-6-73-142-170 | weitere Bilder                  |
| Bauerngasse 68 (Standort)                                                     | Ehemaliger Friedhof, Aussegnungshalle                               | Spätklassizistisch, erdgeschossig, mit flachgeneigtem Satteldach, an antikem Prostylos orientiert, mit Pilastergliederung und zwei schlanken gusseisernen Säulen in der Vorhalle, Mitte 19. Jahrhundert | D-6-73-142-170 | weitere Bilder                  |
| Nähe Obere Torgasse (Standort)                                                | Ehemaliger Friedhof, Grabdenkmäler                                  | An die Stadtmauer gesetzt, 19. Jahrhundert | D-6-73-142-170 | weitere Bilder                  |
| Nähe Obere Torgasse (Standort)                                                | Ehemaliger Friedhof, Kruzifix                                       | | D-6-73-142-170 | weitere Bilder                  |
| Nähe Obere Torgasse (Standort)                                                | Ehemaliger Friedhof, Einfriedung                                    | 19. Jahrhundert | D-6-73-142-170 | weitere Bilder                  |
| Entensee 1 (Standort)                                                         | Wohnhaus                                                            | Giebelständig, traufseitig verputztes, vorkragendes Fachwerkobergeschoss, Satteldach, 18./19. Jahrhundert | D-6-73-142-24  | weitere Bilder                  |
| Franziska-Streitel-Platz 2 (Standort)                                         | Katholische Stadtpfarrkirche St. Kilian                             | Dreischiffige, vierjochige Stufenhalle mit eingezogenem Rechteckchor und nördlichem Chorseitenturm (vom südlichen nach Blitzeinschlag 1496 nur Mauern der unteren beiden Geschosse erhalten), spätromanischer Chorseitenturm, letztes Drittel 13. Jahrhundert, achteckiger Aufsatz mit Haubenlaterne 1624 von Evarius Reitter und Hans Schwartz, frühgotischer Chor, letztes Drittel 13. Jahrhundert, Hallenlanghaus im Kern um 1614, jedoch durch Umbau 1710–16 nach Plänen von Johann Michael Schmitt geprägt, südlich Karnerkapelle frühes 14. Jahrhundert, spätgotische Annenkapelle; mit Ausstattung | D-6-73-142-25  | weitere Bilder                  |
| Franziska-Streitel-Platz 2, außen an der Chornordwand der Kirche (Standort)   | Ölberg                                                              | Spätgotisch | D-6-73-142-25  | weitere Bilder                  |
| Franziska-Streitel-Platz 5 (Standort)                                         | Wohnhaus                                                            | Traufständig, zweigeschossig, massives Erdgeschoss, Obergeschoss mit Zierfachwerk, Satteldach, 17. Jahrhundert Hausmadonna | D-6-73-142-26  | weitere Bilder                  |
| Franziska-Streitel-Platz 9 (Standort)                                         | Fachwerkwohnhaus                                                    | Dreigeschossig, giebelständig, massives Erdgeschoss, Obergeschosse mit Zierfachwerk, Satteldach, 16./17. Jahrhundert | D-6-73-142-27  | weitere Bilder                  |
| Franziska-Streitel-Platz 11 (Standort)                                        | Wohnhaus                                                            | Zweigeschossiger traufständiger Bau mit Walmdach, massives Erdgeschoss, Obergeschoss mit Zierfachwerk, 17. Jahrhundert | D-6-73-142-28  | weitere Bilder                  |
| Franziska-Streitel-Straße 5 (Standort)                                        | Wohnhaus                                                            | Giebelständig, zweigeschossig, massives Erdgeschoss, Obergeschoss und Giebel mit Zierfachwerk, Satteldach, bezeichnet „1690“, klassizistische Haustür mit Oberlicht | D-6-73-142-29  | weitere Bilder                  |
| Fronhof 7 (Standort)                                                          | Ehemaliger Fronhof, heute Heimatmuseum                              | Im Kern mittelalterlich. Zweigeschossiges massives Wohnhaus mit Satteldach, seitlich Hoftor Ehemalige Zehntscheune, im 19. Jahrhundert Salzhaus, erdgeschossiger Massivbau mit geohrten Tür- und Fenstergewänden, hohes, gaubenbesetztes Satteldach mit Fachwerkgiebeln, 1658 | D-6-73-142-32  | weitere Bilder                  |
| Fronhof 7 (Standort)                                                          | Ehemaliger Fronhof, Scheune                                         | Bruchsteinbau mit hohem Satteldach | D-6-73-142-32  | weitere Bilder                  |
| Fronhof 7 (Standort)                                                          | Ehemaliger Fronhof, zwei Nebengebäude                               | In Fachwerk, 18./19. Jahrhundert | D-6-73-142-32  | weitere Bilder                  |
| Großenbergweg 15, auf dem Großenberg (Standort)                               | Marienkapelle                                                       | Kleiner Saalbau mit eingezogenem Rechteckchor, im Kern 13. Jahrhundert, verändert 1611–18; mit Ausstattung | D-6-73-142-34  | Marienkapelle                   |
| Großenberg, Großenbergweg 15 (Standort)                                       | Kreuzschlepper                                                      | Zugehörig, in einen modernen Kreuzweg als Stationen einbezogen, Sandstein, 18. Jahrhundert (Station III) | D-6-73-142-34  | BW                              |
| Großenberg, Großenbergweg 15 (Standort)                                       | Kreuzigungsgruppe                                                   | Zugehörig, in einen modernen Kreuzweg als Stationen einbezogen, von 1828 (Station XII) | D-6-73-142-34  | BW                              |
| Großenberg, Großenbergweg 15 (Standort)                                       | Schutzengelkapelle                                                  | Zugehörig, in einen modernen Kreuzweg als Stationen einbezogen, bezeichnet „1695“, mit Pietàskulptur, um 1700 (Station XIII) | D-6-73-142-34  | BW                              |
| Hauptstraße (Standort)                                                        | Prinzregent-Luitpold-Jubiläumsbrunnen                               | Rekonstruktion, mit wappenhaltendem Löwen, 1911 von Valentin Weidner errichtet, 1938/39 von Nationalsozialisten abgebrochen, Rekonstruktion 1992, umgesetzt vom Marktplatz vor Hauptstraße 8 | D-6-73-142-145 | weitere Bilder                  |
| Hauptstraße 3 (Standort)                                                      | Katholische Spitalkapelle St. Sebastian                             | Gotischer Saalbau, 1356, 1585 und 1612 verändert; mit Ausstattung | D-6-73-142-37  | weitere Bilder                  |
| Hauptstraße 4 (Standort)                                                      | Ehemaliges Landratsamt, jetzt Verwaltungsgemeinschaft Mellrichstadt | Dreigeschossiger massiver Walmdachbau, erste Hälfte 19. Jahrhundert | D-6-73-142-38  | weitere Bilder                  |
| Hauptstraße 5 (Standort)                                                      | Ehemaliges Spital, heute Kreisgalerie                               | Zweieinhalbgeschossiger massiver Traufseitbau mit Satteldach, im Rundbogenstil, 1839, 1990/91 Umbau zur Galerie | D-6-73-142-39  | weitere Bilder                  |
| Hauptstraße 6 (Standort)                                                      | Ehemaliges Amtsschloss, jetzt Amtsgericht                           | Dreigeschossiger Zweiflügelbau auf Hakengrundriss, Ostflügel mit Satteldach, Krangaube und Treppengiebel, bossierte Eckquaderung, zum Teil Spitzbogen- und Kreuzstockfenster, eingemauerte Wappensteine, 1512, Westflügel mit Walmdach, 1712 | D-6-73-142-40  | weitere Bilder                  |
| Hauptstraße 8 (Standort)                                                      | Zweigeschossiger Satteldachbau mit Treppengiebeln                   | Nach 1515, dendrochronologisch datiert | D-6-73-142-41  | weitere Bilder                  |
| Hauptstraße 11 (Standort)                                                     | Wohnhaus                                                            | Giebelständig, zweigeschossig, verputztes Fachwerk, Satteldach, 17./18. Jahrhundert | D-6-73-142-42  | weitere Bilder                  |
| Hauptstraße 17 (Standort)                                                     | Ackerbürgerhaus                                                     | Zweigeschossiger Traufseitbau mit Mansardgiebeldach und seitlicher Tordurchfahrt, Rahmenformen, 18. Jahrhundert | D-6-73-142-43  | weitere Bilder                  |
| Hauptstraße 18 (Standort)                                                     | Wohnhaus                                                            | Zweigeschossiges Traufseithaus, verputztes Fachwerk, 17./18. Jahrhundert | D-6-73-142-44  | weitere Bilder                  |
| Hauptstraße 27 (Standort)                                                     | Wohn- und Geschäftshaus                                             | Dreigeschossiges Traufseithaus, verputztes Fachwerk, zweite Hälfte 16. Jahrhundert, im 18. barockisiert | D-6-73-142-45  | weitere Bilder                  |
| Hauptstraße 30 (Standort)                                                     | Wohn- und Geschäftshaus                                             | Giebelständig, zweigeschossig, im Obergeschoss Zierfachwerk, bezeichnet „1656“ | D-6-73-142-46  | weitere Bilder                  |
| Hauptstraße 36 (Standort)                                                     | Wohn- und Geschäftshaus                                             | Zweigeschossiges Traufseithaus, verputztes Fachwerk, Satteldach, 18. Jahrhundert | D-6-73-142-48  | weitere Bilder                  |
| Hauptstraße 41 (Standort)                                                     | Wohn- und Geschäftshaus                                             | Dreigeschossig, giebelständig mit Halbwalmdachhaus, Obergeschosse in Fachwerk, 18./19. Jahrhundert | D-6-73-142-50  | weitere Bilder                  |
| Hauptstraße 49 (Standort)                                                     | Gasthaus Zum Goldenen Roß                                           | Zweigeschossiger Traufseithaus, Obergeschoss mit Zierfachwerk, 17. Jahrhundert | D-6-73-142-51  | weitere Bilder                  |
| Jakobsgasse 2 (Standort)                                                      | Wohnhaus                                                            | Zweigeschossig, Halbwalmdach, verputztes Fachwerk, freiliegender figürlicher Eckständer, 1733 | D-6-73-142-52  | weitere Bilder                  |
| Kapellengasse 3 ()                                                            | Schule, dann jüdische Elementar- und Volksschule                    | zweigeschossiger Krüppelwalmdachbau mit profilierten Fenstergewänden, 1. Viertel 19. Jahrhundert, Umbau 1889 | D-6-73-142-305 |                                 |
| Langgasse 24 (Standort)                                                       | Wohnhaus                                                            | Zweigeschossig, massives Erdgeschoss, Fachwerkobergeschoss, Satteldach, Anbau mit Laube, 17. Jahrhundert, 1988/89 erneuert | D-6-73-142-54  | weitere Bilder                  |
| Marktgäßchen 2, 4 (Standort)                                                  | Doppelhaus                                                          | Zweigeschossig mit Halbwalmdach, verputztes Fachwerk, 17./18. Jahrhundert, 1628 (?) | D-6-73-142-57  | BW                              |
| Marktplatz (Standort)                                                         | Brunnenschacht                                                      | Kalksteinquader, spätmittelalterlich | D-6-73-142-295 | BW                              |
| Marktplatz 9 (Standort)                                                       | Wohn- und Geschäftshaus                                             | Traufständig, dreigeschossig, die beiden Obergeschosse mit Zierfachwerk, 17./18. Jahrhundert | D-6-73-142-58  | weitere Bilder                  |
| Marktplatz 11 (Standort)                                                      | Steinbau                                                            | Giebelständig, dreigeschossig, mit Treppengiebel, 15./16. Jahrhundert | D-6-73-142-59  | weitere Bilder                  |
| Marktplatz 13 (Standort)                                                      | Wohn- und Geschäftshaus                                             | Steinbau, giebelständig, dreigeschossig, mit genuteten Eckquadern, 16./17. Jahrhundert | D-6-73-142-60  | weitere Bilder                  |
| Marktplatz 17 (Standort)                                                      | Wohnhaus                                                            | Zweigeschossiges Giebelhaus mit verputztem, leicht vorkragendem Fachwerk, 17. Jahrhundert | D-6-73-142-61  | weitere Bilder                  |
| Marktplatz 18 (Standort)                                                      | Apotheke                                                            | Dreigeschossiger giebelständiger bau mit Halbwalmdach, Erdgeschoss massiv, Obergeschosse mit Zierfachwerk, 17. Jahrhundert | D-6-73-142-62  | weitere Bilder                  |
| Mühlenweg 25, Nähe Tränkeweg (Standort)                                       | Ehemalige Burgmühle, heute Sägewerk                                 | Zweigeschossiger Bruchsteinbau, verputzt, Satteldach, 17. Jahrhundert | D-6-73-142-64  | weitere Bilder                  |
| Mühlenweg 25; Nähe Tränkeweg (Standort)                                       | Ehemalige Burgmühle, Nebengebäude                                   | Zweigeschossig mit Satteldach, Erdgeschoss in Bruchstein, Obergeschoss in Fachwerk, 18./19. Jahrhundert | D-6-73-142-64  | BW                              |
| Oberstreuer Straße 5; neben der St. Anna-Kapelle (Standort)                   | Ehemaliges Siechenhaus                                              | Traufständiger eingeschossiger verputzter Fachwerkbau mit Satteldach, um 1665 | D-6-73-142-146 | BW                              |
| Oberstreuer Straße 7 (Standort)                                               | Anna-Stift-Kapelle                                                  | Kleiner neugotischer Saalbau, Giebeldachreiter auf quadratischem Grundriss mit Pyramidendach, 1866; als Nachfolgebau einer älteren Kapelle neben dem Siechenhaus | D-6-73-142-66  | weitere Bilder                  |
| Schulgasse 2 (Standort)                                                       | Wohnhaus                                                            | Giebelständig, zweigeschossig, verputztes Fachwerk, 17./18. Jahrhundert | D-6-73-142-69  | weitere Bilder                  |
| Sondheimer Straße ()                                                          | Prozessionsaltar                                                    | Altarblock, darauf Bidstock, toskanische Säule mit Reliefaufsatz Auferstehung und Kreuzigungsgruppe, an den Seiten Schmerzensmann und Erzengel Michael, in barockisierendem Historismus, um 1880 | D-6-73-142-171 |                                 |
| Sondheimer Straße 11 (Standort)                                               | Berufsschule                                                        | Zweiflügeliger Bau mit dreigeschossigem Hauptflügel und zweigeschossigem Nebenflügel, sachlicher Satteldachbau in typischen Formen des traditionalistischen Bauens, unter dem Hauptgiebel aufwendiger Haupteingang mit durch drei Freitreppen erschlossener Loggia, bezeichnet „1953“ | D-6-73-142-172 | BW                              |
| Stockheimer Straße 27 (Standort)                                              | Kreuzkapelle                                                        | Massiver Saalbau mit eingezogenem Chor, Giebeldachreiter, bezeichnet „1690“ | D-6-73-142-71  | weitere Bilder                  |
| Sules, an der Staatsstraße nach Bastheim (Standort)                           | Suhlesturm, ehemaliger Wartturm                                     | Rundturm in Bruchsteinmauerwerk, Rundbogenfries, 15. Jahrhundert | D-6-73-142-79  | Suhlesturm, ehemaliger Wartturm |
| Untere Schweizergasse 2 (Standort)                                            | Ackerbürgerhaus                                                     | Zweigeschossiger Eckbau mit Satteldach, massives Erdgeschoss, Fachwerkobergeschoss, 17./18. Jahrhundert | D-6-73-142-72  | weitere Bilder                  |
| Zwischen Schulgasse und Bahnhofweg, an der Brücke über den Malbach (Standort) | Marienfigur                                                         | Sandsteinstatue auf hohem Postament, bezeichnet „1858“ | D-6-73-142-7   | weitere Bilder                  |

### Bahra
| Lage                                                                                 | Objekt                                | Beschreibung | Akten-Nr.      | Bild           |
| ------------------------------------------------------------------------------------ | ------------------------------------- | --- | -------------- | -------------- |
| Am Bach 1 (Standort)                                                                 | Kommunbrauhaus                        | Bruch- und Haustein, oberes Giebelfeld in Fachwerk, um 1840 | D-6-73-142-154 | weitere Bilder |
| Am Bach 18 (Standort)                                                                | Ehemaliges Schulhaus                  | Zweigeschossiger Sichtziegelbau mit Satteldach, Freitreppe, 1907 | D-6-73-142-153 | weitere Bilder |
| Am Bach 18 (Standort)                                                                | Nebengebäude                          | In Sichtziegelbauweise mit Fachwerkobergeschoss und Satteldach, bauzeitlich | D-6-73-142-153 | weitere Bilder |
| Am Silberhof 1 (Standort)                                                            | Bauernhof                             | Giebelständiges zweigeschossiges Fachwerkwohnhaus mit Laubengang an der Hofseite, Satteldach, erste Hälfte 19. Jahrhundert | D-6-73-142-81  | weitere Bilder |
| Am Silberhof 1 (Standort)                                                            | Bauernhof, Fachwerkscheune            | Erste Hälfte 19. Jahrhundert | D-6-73-142-81  | weitere Bilder |
| Am Silberhof 4 (Standort)                                                            | Bauernhaus                            | Zweigeschossiger Satteldachbau in Fachwerk mit bauzeitlicher Haustür, erste Hälfte 19. Jahrhundert | D-6-73-142-82  | weitere Bilder |
| Kirchplatz 8, auf dem Kirchberg als nordöstlicher Abschluss des Kirchhofs (Standort) | Altes Schulhaus                       | Satteldachbau mit massivem Erd- und Fachwerkobergeschoss, Freitreppe mit mittigem Durchgang zum Kirchhof, niedrigerer rechtwinklig anschließender Seitenflügel, Ende 18. Jahrhundert | D-6-73-142-84  | weitere Bilder |
| Kirchplatz 9 (Standort)                                                              | Bauernhof, Wohnhaus                   | Giebelständig, mit massivem Erdgeschoss, Fachwerkobergeschoss mit Laube, 18./19. Jahrhundert | D-6-73-142-85  | weitere Bilder |
| Kirchplatz 9 (Standort)                                                              | Bauernhof, Scheune                    | In Backstein und Fachwerk, 19. Jahrhundert | D-6-73-142-85  | weitere Bilder |
| Kirchplatz 10; Nähe Kirchplatz (Standort)                                            | Evangelisch-lutherische Pfarrkirche   | Chorturmkirche, eingezogener Chorturm, 14. Jahrhundert, mit achteckigem, mehrfach getrepptem barockem Haubenhelm, 1717/18, Schiff mit Satteldache im Kern mittelalterlich 1717/18 erhöht, vor dem Westportal, bezeichnet „1718“, Treppenturm in Fachwerk mit verschieferter Haube; mit Ausstattung | D-6-73-142-86  | weitere Bilder |
| Kirchplatz 10; Nähe Kirchplatz (Standort)                                            | Kirchhofmauer                         | Im Ursprung wohl spätmittelalterlich | D-6-73-142-86  | weitere Bilder |
| Kirchplatz 12 (Standort)                                                             | Nebengebäude                          | Backsteinerdgeschoss, Fachwerkobergeschoss mit Hochlaube, Schiebeläden, 18. Jahrhundert | D-6-73-142-87  | weitere Bilder |
| Oberer Grund (Standort)                                                              | Drei Sandsteinkreuze ohne Inschriften | Ca. 70 cm hoch, wohl 17. Jahrhundert | D-6-73-142-147 | weitere Bilder |
| Untere Dorfstraße 5 (Standort)                                                       | Geschnitzte Tür                       | 1865 | D-6-73-142-91  | weitere Bilder |
| Untere Dorfstraße 6 (Standort)                                                       | Bauernhaus                            | Giebelständiger Halbwalmdachbau mit massivem Erdgeschoss und Fachwerkobergeschoss, erste Hälfte 19. Jahrhundert | D-6-73-142-92  | weitere Bilder |

### Eußenhausen
| Lage                                                 | Objekt                                   | Beschreibung | Akten-Nr.      | Bild           |
| ---------------------------------------------------- | ---------------------------------------- | --- | -------------- | -------------- |
| Bünd, Straße nach Mellrichstadt (Standort)           | Steinkruzifix                            | 1856 | D-6-73-142-111 | BW             |
| Elmbach (Standort)                                   | Ruine der Kirche von Ellenbach           | Turmstumpf und Mauerreste des Langhauses, 13. Jahrhundert (Ellenbach wurde zwischen 1521 und 1559 zur Wüstung) | D-6-73-142-112 | weitere Bilder |
| Hermannsfelder Straße 5 (Standort)                   | Bauernwohnhaus                           | Zweigeschossiger giebelständiger Satteldachbau, massives Erdgeschoss, Fachwerkobergeschoss verputzt, giebelseitig freiliegend, zweite Hälfte 17./erste Hälfte 18. Jahrhundert                                                                           | D-6-73-142-94  | weitere Bilder |
| Hermannsfelder Straße 14 (Standort)                  | Hofanlage, Wohnhaus                      | Satteldach, massives Erdgeschoss, Obergeschoss und Giebel mit Zierfachwerk, um 1710 bis 1730 | D-6-73-142-95  | weitere Bilder |
| Hermannsfelder Straße 14 (Standort)                  | Hofanlage, Wirtschaftstrakt              | Winkelformig an das Wohnhaus angefügt, mit Fachwerkobergeschoss E. 18. Jahrhundert/19. Jahrhundert | D-6-73-142-95  | weitere Bilder |
| Hermannsfelder Straße 18 (Standort)                  | Ehemaliges Wohnstallhaus                 | Zweigeschossig, giebelständig mit Satteldach, massives Erdgeschoss, Obergeschoss in Fachwerk verputzt, giebelseitig freiliegendes Zierfachwerk, 1710–1730                                                                                               | D-6-73-142-96  | weitere Bilder |
| Hermannsfelder Straße 20 (Standort)                  | Ehemaliges Wohnstallhaus                 | Zweigeschossig, giebelständig mit Satteldach, massives Erdgeschoss, Obergeschoss und Giebelfeld in freiliegendem Fachwerk, 18. Jahrhundert | D-6-73-142-97  | weitere Bilder |
| Hermannsfelder Straße 22 (Standort)                  | Ehemaliges Wohnstallhaus                 | Giebelständig mit Satteldach, massives Erdgeschoss, Obergeschoss mit reichem Zierfachwerk, geschnitzte Eckständer, 1710–1730 | D-6-73-142-98  | weitere Bilder |
| Hermannsfelder Straße 24 (Standort)                  | Ehemaliges Wohnstallhaus                 | Zweigeschossig, giebelständig mit Satteldach, massives Erdgeschoss, Obergeschoss in Fachwerk, 1710–1730 | D-6-73-142-99  | weitere Bilder |
| Hermannsfelder Straße 27 (Standort)                  | Bauernwohnhaus                           | Zweigeschossig, giebelständig mit Satteldach, massives Erdgeschoss, Obergeschoss in Fachwerk, 1710–1730 | D-6-73-142-100 | weitere Bilder |
| Hermannsfelder Straße 29 (Standort)                  | Bauernwohnhaus eines Doppelhofs          | Zweigeschossig, giebelständig mit Satteldach, massives Erdgeschoss, Obergeschoss in verputztem Fachwerk, giebelseitig freiliegend, 1710–1730 | D-6-73-142-101 | weitere Bilder |
| Hermannsfelder Straße 29 (Standort)                  | Nebengebäude                             | Fachwerk, 18./19. Jahrhundert; Scheune, Fachwerk, 18. Jahrhundert | D-6-73-142-101 | BW             |
| Hermannsfelder Straße 31 (Standort)                  | Bauernwohnhaus einer Doppelhofanlage     | Zweigeschossig, giebelständiger Fachwerkbau mit Satteldach, Stockwerküberstände, verputzt, 1710–1730 | D-6-73-142-162 | weitere Bilder |
| In der Eck 1 (Standort)                              | Bauernwohnhaus                           | Giebelständig, zweigeschossig mit Satteldach, massives Erdgeschoss, Fachwerkgiebelwand, 17. Jahrhundert | D-6-73-142-104 | weitere Bilder |
| In der Eck 2 (Standort)                              | Hofanlage                                | Wohnhaus zweigeschossiger Fachwerkbau des 17. Jahrhunderts (innen bezeichnet „1681“), Giebelfront um 1925 ausgemauert, wohl gleichzeitig der lange, mit der Scheune verbindende Seitentrakt (ehemaliges Nebengebäude) verändert                         | D-6-73-142-105 | weitere Bilder |
| In der Eck 2 (Standort)                              | Hofanlage                                | Fachwerkscheune, wohl 18. Jahrhundert | D-6-73-142-105 | weitere Bilder |
| Kirchstraße ()                                       | Laufbrunnen                              | am gusseisernen Trog bez. 1879 | D-6-73-142-166 |                |
| Kirchstraße 1 (Standort)                             | Hofanlage                                | Ehemaliges Wohnstallhaus, zweigeschossiges giebelständiges Fachwerkhaus mit Satteldach, 17. Jahrhundert | D-6-73-142-148 | weitere Bilder |
| Kirchstraße 1 (Standort)                             | Hofanlage                                | Nebengebäude in Fachwerk über hoher Mauer zur Hermannsfelder Straße, 18. Jahrhundert | D-6-73-142-148 | weitere Bilder |
| Kirchstraße 6 (Standort)                             | Katholische Pfarrkirche St. Bartholomäus | Chorturmkirche, spätmittelalterlicher Chorturm, 1593 und 1607 erhöht, Spitzhelm, barockes Langhaus durch ionische Sandsteinpilaster gegliedert und mit dreiteiliger giebelseitiger Fassade mit Figurennischen abgeschlossen, 1745–1749; mit Ausstattung | D-6-73-142-106 | weitere Bilder |
| Kirchstraße 6 (Standort)                             | Steinkreuz                               | An der Turmaußenwand, bezeichnet „1864“, 1920 erneuert | D-6-73-142-106 | weitere Bilder |
| Kirchstraße 6 (Standort)                             | Kirchhofmauer                            | Wohl spätmittelalterlich | D-6-73-142-106 | weitere Bilder |
| Kirchstraße 9; Nähe Hermannsfelder Straße (Standort) | Bauernhof                                | Wohnstallhaus, zweigeschossiger giebelständiger Fachwerkbau mit Satteldach, 17./18. Jahrhundert | D-6-73-142-107 | weitere Bilder |
| Kirchstraße 9; Nähe Hermannsfelder Straße (Standort) | Bauernhof                                | Fachwerkscheune, 18. Jahrhundert | D-6-73-142-107 | weitere Bilder |
| Kirchstraße 11 (Standort)                            | Wohnstallhaus                            | Zweigeschossiger Satteldachbau, Erdgeschoss zum Teil, Obergeschoss vollständig in Fachwerkbau, 17./18. Jahrhundert | D-6-73-142-108 | weitere Bilder |
| Mellrichstädter Straße 4 (Standort)                  | Wohnhaus einer Hofanlage                 | Zweigeschossiger verputzter Walmdachbau, bezeichnet „1812“ | D-6-73-142-109 | weitere Bilder |
| Nähe Herrngasse (Standort)                           | Ehemaliges Brauhaus                      | Eineinhalbgeschossiger traufständiger Steinbau, verputzt, Schopfwalmdach mit Fachwerkgiebel, von 1825 | D-6-73-142-103 | BW             |
| Nähe Riedhaug; Riedhaug (Standort)                   | Friedhofsmauer                           | Sorgfältig gemauert mit halbrunder Mauerkrone, 19. Jahrhundert | D-6-73-142-110 | BW             |
| Zur Schanz 4 (Standort)                              | Altes Rathaus                            | Zweigeschossiger Fachwerkbau, mit älterem Kern, bezeichnet „1830“ | D-6-73-142-155 | weitere Bilder |

### Frickenhausen
| Lage                                                                  | Objekt                                   | Beschreibung | Akten-Nr.      | Bild           |
| --------------------------------------------------------------------- | ---------------------------------------- | --- | -------------- | -------------- |
| Am Dorfberg 1 (Standort)                                              | Friedhof                                 | Friedhofsmauer, 18. Jahrhundert | D-6-73-142-149 | BW             |
| Am Dorfberg 1 (Standort)                                              | Friedhofskreuz                           | Sandstein, 1866, Sockel bezeichnet „1835“ | D-6-73-142-149 | BW             |
| Am Dorfberg 1 (Standort)                                              | Priestergräber                           | 1885 und 1901 | D-6-73-142-149 | BW             |
| Am Dorfberg 1 (Standort)                                              | Ölberg- und Lourdesgrotte                | Aus Süßwasserzellenkalksteinfindlingen mit Ölbergskulpur im Innern, 1906/07, ursprünglich außerhalb des Friedhofs vor dem im gleichen Stil gleichzeitig errichteten Kreuzweg (siehe dort) errichtet und später als Kriegerdenkmal für die Gefallenen der Weltkriege (Relieftafel zwischen Inschrifttafeln) in die Friedhofserweiterung einbezogen | D-6-73-142-149 | BW             |
| Am Kirchberg 2 (Standort)                                             | Katholische Pfarrkirche St. Georg        | Ehemalige Chorturmkirche, Turm im Kern frühgotisch, Abschluss mit Haubenhelm über Walmdach, Langhaus mit Spitzbogenfenstern und Satteldach am Südportal bezeichnet „1591“, 1973 durch Neubau um ein nach Norden gerichtetes Schiff mit Chor erweitert; mit Ausstattung                                                                            | D-6-73-142-114 | weitere Bilder |
| Am Kirchberg 2, 4 (Standort)                                          | Reste der ehemaligen Kirchhofbefestigung | Spätmittelalterlich | D-6-73-142-114 | BW             |
| Dorfstraße (Standort)                                                 | Reste einer Gadenanlage                  | Mit Fachwerkobergeschoss, wohl 18. Jahrhundert | D-6-73-142-114 | BW             |
| Am Kirchberg 4 (Standort)                                             | Katholische Pfarrhaus                    | Zweigeschossiger massiver Walmdachbau auf hohem Sockel, 1719, Entwurf vermutlich Joseph Greissing, im Obergeschoss zwei fürstbischöfliche Wappensteine (16. Jahrhundert und 1719) vermauert | D-6-73-142-115 | weitere Bilder |
| Am Kirchberg 4 (Standort)                                             | Nebengebäude                             | Hausteinbau mit Satteldach und Ladeluken, um 1800 | D-6-73-142-115 | BW             |
| Bildstein (Standort)                                                  | Kreuzweg                                 | Grotten aus Tuffsteinfindlingen mit Figurengruppen, vergittert, 1906/07 in Bezug zur Ölberggrotte (siehe Friedhof) | D-6-73-142-150 | BW             |
| Bildstein (Standort)                                                  | Kruzifix                                 | Sandstein, bezeichnet „1900“ | D-6-73-142-150 | BW             |
| Bildstein (Standort)                                                  | Fatimakapelle                            | Saalbau mit gleich breiter Halbrundapsis und offener Vorhalle, 1956 | D-6-73-142-150 | BW             |
| Dorfstraße 21 (Standort)                                              | Ehemaliges Wohnhaus, heute Dorfzentrum   | Zweigeschossiges giebelständiges Satteldachhaus mit massivem Erdgeschoss und Fachwerkobergeschoss, 17. Jahrhundert | D-6-73-142-116 | weitere Bilder |
| Kreuzgasse (Standort)                                                 | Wegkreuz                                 | Sandstein, am Kreuzfuß Muschelnische mit Putten, 1847 | D-6-73-142-117 | weitere Bilder |
| Kreuzgasse (Standort)                                                 | Bildstock                                | Reliefs: Vesperbild und Kreuzigungsgruppe, mit opulentem mit Engelsköpfen besetztem Rocaillerahmen, zweite Hälfte 18. Jahrhundert | D-6-73-142-118 | BW             |
| Pfaffenrain; am Rehberg (Standort)                                    | Kreuzschlepper                           | Auf Pfeiler, Sandstein, zweite Hälfte 19. Jahrhundert | D-6-73-142-120 | BW             |
| Pfarrer-Müller-Platz (Standort)                                       | Bildstock                                | Schlicht mit applizierter Kreuzigungsgruppe, Mitte 19. Jahrhundert | D-6-73-142-119 | weitere Bilder |
| Raiffeisenstraße; nördlich des Ortes, westlich am Dorfberg (Standort) | Bildstock                                | Reliefs: Mondsichelmadonna im Strahlenkranz und Dornenkrönung, seitlich Wappen und Fruchtgehänge, bezeichnet „1627“ | D-6-73-142-151 | BW             |
| Raiffeisenstraße (Standort)                                           | Bildstock                                | Relief mit Beweinung, seitlich de Heiligen Johannes und Barbara, Rückseite Herz, erste Hälfte 19. Jahrhundert | D-6-73-142-113 | weitere Bilder |

### Hainhof
| Lage               | Objekt     | Beschreibung                        | Akten-Nr.      | Bild |
| ------------------ | ---------- | ----------------------------------- | -------------- | ---- |
| Hainhof (Standort) | Wegkapelle | Putzbau mit Satteldach, Pietà, 1752 | D-6-73-142-121 | BW   |

### Mühlfeld
| Lage                                  | Objekt                                           | Beschreibung | Akten-Nr.      | Bild           |
| ------------------------------------- | ------------------------------------------------ | --- | -------------- | -------------- |
| Am Mahlbach 5 (Standort)              | Bauernwohnhaus                                   | Zweigeschossig, giebelständig, verputzt, Giebelseite mit Fachwerk des 17. Jahrhunderts | D-6-73-142-122 | weitere Bilder |
| Am Mahlbach 13 (Standort)             | Fachwerkwohnhaus                                 | Zweigeschossig, giebelständig, massives Erdgeschoss, Obergeschoss mit Zierfachwerk, Satteldach, 17. Jahrhundert | D-6-73-142-123 | weitere Bilder |
| Am Mahlbach 15 (Standort)             | Bauernwohnhaus                                   | Zweigeschossiger giebelständiger Fachwerkbau mit Zierfachwerk, bezeichnet „1747“ | D-6-73-142-124 | weitere Bilder |
| Berkacher Straße 1 ()                 | Laufbrunnen                                      | Gusseisen, polygonales Becken mit Roccaille-Schmuckfeldern, daneben neuklassizistischer Brunnenstock, 2. Hälfte 19. Jahrhundert | D-6-73-142-180 |                |
| Berkacher Straße 5 (Standort)         | Ehemaliges Schloss Wolzogen                      | Achsensymmetrischer zweigeschossiger Massivbau auf hohem Sockel, 13 zu 4 Achsen, an der Nordseite dreiachsiger Mittelrisalit, zur Straße dreiachsiges mittiges Zwerchhaus, Walmdach mit Fledermausgauben, über dem Haupteingang mit geohrtem Türgewände Inschriftkartusche, 1725          | D-6-73-142-125 | weitere Bilder |
| Berkacher Straße (Standort)           | Schlossmauer                                     | Mit Torpfeilern | D-6-73-142-125 | BW             |
| Hirtenberg 2 (Standort)               | Evangelisch-lutherisches Pfarrhaus               | Massives Erdgeschoss auf hohem Sockel, Obergeschoss und Giebel aus Zierfachwerk, 1552, Eingang über rundbogiger Gartenpforte und Freitreppe | D-6-73-142-126 | weitere Bilder |
| Hirtenberg 4 (Standort)               | Evangelisch-lutherische Kirche St. Christophorus | Chorturmkirche, Turm spätgotisch, verschieferter Spitzhelm 1795, Langhaus um 1590 erweitert, zweite Hälfte 17. Jahrhundert (nach Zerstörung 1647) instand gesetzt, umfassende Renovierung, besonders des Inneren, 1723, Südportal in Renaissanceformen bezeichnet „1593“; mit Ausstattung | D-6-73-142-127 | weitere Bilder |
| Schwickershäuser Straße 30 (Standort) | Ehemalige Heiligenmühle                          | Fachwerkbau mit Krüppelwalmdach, im Kern 17. Jahrhundert, im frühen 20. Jahrhundert teilweise verändert | D-6-73-142-152 | BW             |

### Roßrieth
| Lage                   | Objekt                                            | Beschreibung | Akten-Nr.      | Bild           |
| ---------------------- | ------------------------------------------------- | --- | -------------- | -------------- |
| Roßrieth 11 (Standort) | Evangelisch-lutherische Kirche                    | Chorturmkirche, Chorturm aus massivem Erdgeschoss, Fachwerkobergeschoss und Zeltdach um 1527, kurzes, kaum breiteres Langhaus 16. Jahrhundert, 1700 grundlegend erneuert; mit Ausstattung | D-6-73-142-128 | weitere Bilder |
| Roßrieth 17 (Standort) | Ehemaliges Rittergut, Wasserschloss               | Zwei rechtwinklig aneinanderstoßende Flügel, zwei Ecktürme mit Haubendach und Torturm mit Zeltdach zum Schutz der Brücke, Unterbau in Bruchstein, reiche Fachwerkobergeschosse 1527/28(d) | D-6-73-142-129 | weitere Bilder |
| Roßrieth 17 (Standort) | Ehemaliges Rittergut, Widerlager der Brücke       | Mit Rundbögen | D-6-73-142-129 | BW             |
| Roßrieth 17 (Standort) | Ehemaliges Rittergut, Befestigungsmauer           | Zum Schutz der Brücke mit Schlitzscharten | D-6-73-142-129 | BW             |
| Roßrieth 17 (Standort) | Ehemaliges Rittergut, Wassergraben                | | D-6-73-142-129 | BW             |
| Roßrieth 15 (Standort) | Ehemaliges Rittergut, Ökonomiehof                 | Mit zweigeschossigem Gutsverwalterwohnhaus und anschließendem niedrigerem Stallgebäude, massives Erdgeschoss, Fachwerkobergeschoss, 18./19. Jahrhundert                                   | D-6-73-142-129 | weitere Bilder |
| In Roßrieth (Standort) | Ehemaliges Rittergut, zwei weitere Ökonomietrakte | In Bruch- bzw. Haustein und Fachwerk, 18./19. Jahrhundert | D-6-73-142-129 | weitere Bilder |
| In Roßrieth (Standort) | Ehemaliges Rittergut, weiteres Wirtschaftsgebäude | Nördlich anschließend, teils in Ziegel- teils in Fachwerkbauweise, letztes Viertel 19. Jahrhundert                                                                                        | D-6-73-142-129 | weitere Bilder |
| In Roßrieth (Standort) | Ehemaliges Rittergut, großes Fachwerkgebäude      | Auf Winkelgrundriss, 1920er Jahre | D-6-73-142-129 | BW             |
| In Roßrieth (Standort) | Ehemaliges Rittergut, Fachwerkscheune             | Stattlich, langgestreckt mit Krüppelwalmdach, um 1900 | D-6-73-142-129 | weitere Bilder |

### Sondheim
| Lage                              | Objekt | Beschreibung | Akten-Nr.      | Bild           |
| --------------------------------- | --- | --- | -------------- | -------------- |
| Behrunger Straße 2 (Standort)     | Feuerwehrgerätehaus                                                                                         | Eingeschossiger historisierender Traufseitbau im Heimatstil, Putzbau, Ecken und Torgewände bossiert, Haubendachreiter und Fachwerkgiebeln, bezeichnet „1920“ | D-6-73-142-136 | weitere Bilder |
| Behrunger Straße 3 (Standort)     | Fachwerkscheune                                                                                             | Mit Satteldach, bezeichnet „1800“ | D-6-73-142-137 | weitere Bilder |
| Birkenweg 1 (Standort)            | Bauernhof, ehemalige Bäckerei                                                                               | Zweigeschossiges giebelständiges Wohnstallhaus, traufseitige Hochlaube, reiches Zierfachwerk, Schiebeläden, 1718/19 (dendrochronologisch datiert)            | D-6-73-142-130 | weitere Bilder |
| Birkenweg 2 (Standort)            | Wohnstallhaus                                                                                               | Zweigeschossiger giebelständiger Fachwerkbau mit verbrettertem Giebel, traufseitige Hochlaube, Schiebeläden, 18. Jahrhundert                                 | D-6-73-142-131 | weitere Bilder |
| Birkenweg 4 (Standort)            | Wohnstallhaus                                                                                               | Zweigeschossig, giebelständig, massives Erdgeschoss Fachwerkobergeschoss, traufseitige Hochlaube, 18. Jahrhundert                                            | D-6-73-142-132 | weitere Bilder |
| Birkenweg 6 (Standort)            | Dreiseithof, Wohnstallhaus                                                                                  | Zweigeschossiger Eckbau, Fachwerk mit Satteldach, traufseitige Hochlaube, 1668/69 (dendrochronologisch datiert)                                              | D-6-73-142-133 | weitere Bilder |
| Birkenweg 6 (Standort)            | Dreiseithof, Nebengebäude mit Wagenremise und Schweinestall                                                 | Schiebeläden, 19. Jahrhundert | D-6-73-142-133 | weitere Bilder |
| Birkenweg 6 (Standort)            | Dreiseithof, Scheune                                                                                        | 1665/67 (dendrochronologisch datiert) | D-6-73-142-133 | weitere Bilder |
| Birkenweg 11 (Standort)           | Zweigeschossiger Wohnstallbau                                                                               | Mit Halbwalmdach, Fachwerkobergeschoss, um 1800 | D-6-73-142-156 | weitere Bilder |
| Birkenweg 21 (Standort)           | Nebengebäude                                                                                                | In Fachwerk, mit Giebellaube, Tür mit Spiralbeschlägen und Fachwerkscheune, Mitte 19. Jahrhundert                                                            | D-6-73-142-134 | weitere Bilder |
| Birkenweg 24 (Standort)           | Satteldachhaus                                                                                              | Massives Erdgeschoss, Fachwerkobergeschoss mit geschnitzten Eckständern, um 1800                                                                             | D-6-73-142-135 | weitere Bilder |
| Grabfeldstraße 8 (Standort)       | Evangelisch-lutherische Pfarrkirche                                                                         | Chorturmkirche, Chorturm mit Spitzhelm, Langhaus mit Satteldach, westlich Treppenturmanbau in Fachwerk mit Haubenhelm, nachgotisch, 1608; mit Ausstattung    | D-6-73-142-138 | weitere Bilder |
| Grabfeldstraße 12 (Standort)      | Bauernhof, Wohnstallhaus                                                                                    | Zweigeschossiger Eckbau, Erdgeschoss in Backstein, Obergeschoss in verputztem, leicht vorkragendem Fachwerk, Satteldach, bezeichnet „1611“                   | D-6-73-142-140 | weitere Bilder |
| Grabfeldstraße 12 (Standort)      | Bauernhof, zwei Nebengebäude                                                                                | In Fachwerk, jeweils mit traufseitiger Hochlaube, 17./18. Jahrhundert                                                                                        | D-6-73-142-140 | weitere Bilder |
| Grabfeldstraße 14 (Standort)      | Wohnstallhaus                                                                                               | Giebelständiger Fachwerkbau mit massivem Stallteil, Satteldach, Schiebeläden, 18. Jahrhundert                                                                | D-6-73-142-142 | weitere Bilder |
| Grabfeldstraße 17 (Standort)      | Bauernhof                                                                                                   | Zweigeschossiges giebelständiges Wohnstallhaus, Fachwerkbau mit Satteldach, Schiebeläden, traufseitige Hochlaube, Mitte 19. Jahrhundert                      | D-6-73-142-141 | weitere Bilder |
| Grabfeldstraße 20 ()              | Ehemaliges königlich-bayerisches Wachthaus an der Dorfbrücke und der Grenze zum Herzogtum Sachsen-Meiningen | bis 1960 Stationshäuschen der bayerischen Grenzpolizei, dann Postamt und Bankfiliale, eingeschossiger Walmdachbau auf Natursteinsockel, 1827                 | D-6-73-142-302 |                |
| Grabfeldstraße 29 (Standort)      | Wohnstallhaus                                                                                               | Giebelständig, zweigeschossig, Fachwerkhaus mit Satteldach, traufseitig Laube, Mitte 18. Jahrhundert                                                         | D-6-73-142-157 | weitere Bilder |
| Nähe Roßriether Straße (Standort) | Kellerbau                                                                                                   | Giebelständiger erdgeschossiger Sandsteinquaderbau, Satteldach mit verbrettertem Giebel, um 1850                                                             | D-6-73-142-144 | BW             |

## Ehemalige Baudenkmäler
In diesem Abschnitt sind Objekte aufgeführt, die früher einmal in der Denkmalliste eingetragen waren, jetzt aber nicht mehr. Objekte, die in anderem Zusammenhang – also z. B. als Teil eines Baudenkmals – weiter eingetragen sind, sollen hier nicht aufgeführt werden. Aktennummern in diesem Abschnitt sind ehemalige, jetzt nicht mehr gültige Aktennummern.

| Lage                                            | Objekt                                         | Beschreibung | Akten-Nr.      | Bild           |
| ----------------------------------------------- | ---------------------------------------------- | --- | -------------- | -------------- |
| Mellrichstadt Hauptstraße 35 (Standort)         | Wohn- und Geschäftshaus                        | Im Obergeschoss Zierfachwerk, 17. Jahrhundert, in den Neubau von 1984 übernommen                                                         | D-6-73-142-47  | weitere Bilder |
| Mellrichstadt Hauptstraße 37 (Standort)         | Geohrtes Türgewände mit Oberlicht              | 1788 | D-6-73-142-49  | weitere Bilder |
| Mellrichstadt Wirthsgasse 5 (Standort)          | Wohnhaus                                       | Giebelständig, zweigeschossig, verputztes Fachwerk, Satteldach, 18./19. Jahrhundert                                                      | D-6-73-142-76  | BW             |
| Eußenhausen Hermannsfelder Straße 25 (Standort) | Ehemaliges Wohnstallhaus einer Doppelhofanlage | Zweigeschossig, giebelständig mit Satteldach, massives Erdgeschoss, Obergeschoss in Fachwerk mit Stockwerküberstand, verputzt, 1710–1730 | D-6-73-142-161 | weitere Bilder |

## Abgegangene Baudenkmäler
In diesem Abschnitt sind Objekte aufgeführt, die früher einmal in der Denkmalliste eingetragen waren, jetzt aber nicht mehr existieren, z. B. weil sie abgebrochen wurden. Aktennummern in diesem Abschnitt sind ehemalige, jetzt nicht mehr gültige Aktennummern.

| Lage                                 | Objekt        | Beschreibung                                                                                    | Akten-Nr.      | Bild |
| ------------------------------------ | ------------- | ----------------------------------------------------------------------------------------------- | -------------- | ---- |
| Sondheim Grabfeldstraße 9 (Standort) | Wohnstallhaus | Zweigeschossiger giebelständiger Fachwerkbau, verputzt, traufseitige Hochlaube, 18. Jahrhundert | D-6-73-142-139 | BW   |